# Harry S. Truman
Harry S. Truman (Lamar, 8 de maio de 1884 – Kansas City, 26 de dezembro de 1972) foi um político americano, que serviu como 33º Presidente dos Estados Unidos de 1945 a 1953. Membro do Partido Democrata, assumiu a presidência após a morte de Franklin D. Roosevelt, pois era vice-presidente na época. Truman implementou o Plano Marshall após a Segunda Guerra Mundial para reconstruir a economia da Europa Ocidental e estabeleceu a Doutrina Truman e a OTAN para conter a expansão do comunismo soviético. Ele propôs inúmeras reformas internas liberais, mas poucas foram promulgadas pela coalizão conservadora que dominava o Congresso.
Truman foi criado em Independence, Missouri, e durante a Primeira Guerra Mundial lutou na França como capitão da Artilharia de Campanha. Ao retornar para casa, ele abriu uma loja de armarinhos em Kansas City, Missouri, e foi eleito juiz do Condado de Jackson em 1922. Truman foi eleito para o Senado dos Estados Unidos pelo Missouri em 1934. Entre 1940 e 1944, ele ganhou destaque nacional como presidente do Comitê Truman, cujo objetivo era reduzir o desperdício e a ineficiência em contratos de guerra.
Foi eleito vice-presidente na eleição presidencial de 1944 e tornou-se presidente após a morte de Roosevelt em abril de 1945. Só então ele foi informado sobre o Projeto Manhattan e a bomba atômica. Truman autorizou os primeiros e únicos usos de armas nucleares na guerra contra as cidades japonesas de Hiroshima e Nagasaki. O governo de Truman adotou uma política externa internacionalista trabalhando em estreita colaboração com o Reino Unido. Truman denunciou firmemente o isolacionismo. Ele energizou a coalizão do New Deal durante a eleição presidencial de 1948, apesar do Partido Democrata dividido, e obteve uma vitória surpreendente contra o candidato do Partido Republicano, Thomas E. Dewey, que garantiu seu próprio mandato presidencial.
Truman presidiu o início da Guerra Fria em 1947. Ele supervisionou a Ponte Aérea de Berlim e o Plano Marshall em 1948. Com o envolvimento dos EUA na Guerra da Coreia de 1950-1953, a Coreia do Sul repeliu a invasão da Coreia do Norte. Internamente, os desafios econômicos do pós-guerra, como greves e inflação, criaram uma reação mista sobre a eficácia de sua administração. Em 1948, ele propôs que o Congresso aprovasse uma legislação abrangente sobre direitos civis. O Congresso recusou, então Truman emitiu a Ordem Executiva 9980 e a Ordem Executiva 9981, que proibiam a discriminação em agências federais e dessegregavam as Forças Armadas dos EUA.
Investigações revelaram corrupção em partes do governo Truman, e isso se tornou uma questão importante na campanha presidencial de 1952, embora não implicassem o próprio Truman. Ele era elegível para a reeleição em 1952, mas, devido às pesquisas ruins, decidiu não concorrer. Truman entrou em uma aposentadoria marcada pela fundação de sua biblioteca presidencial e pela publicação de suas memórias. Durante muito tempo, acreditou-se que seus anos de aposentadoria seriam financeiramente difíceis para Truman, o que levou o Congresso a estabelecer uma pensão para ex-presidentes, mas eventualmente surgiram evidências de que ele acumulou uma riqueza considerável, parte dela enquanto ainda era presidente. Quando ele deixou o cargo, a administração de Truman foi duramente criticada. Apesar dessa controvérsia, os estudiosos classificam Truman no primeiro quartil dos presidentes americanos. Além disso, a reavaliação crítica da sua presidência melhorou a sua reputação entre os historiadores e a população em geral. 

## Biografia

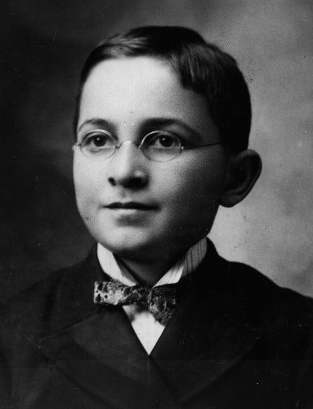
Truman aos 13 anos em 1897

Truman nasceu em Lamar, Missouri, em 8 de maio de 1884, o filho mais velho de John Anderson Truman e Martha Ellen Young Truman. Ele recebeu o nome em homenagem ao seu tio materno, Harrison "Harry" Young. A inicial do meio, "S", não é uma abreviação de um nome específico. Em vez disso, ele homenageia seus dois avôs, Anderson Shipp Truman e Solomon Young, uma prática comum no sul dos Estados Unidos na época. [b]  Um irmão, John Vivian, nasceu logo depois de Harry, seguido pela irmã Mary Jane.  Embora a ascendência de Truman fosse principalmente inglesa, ele também tinha alguma ascendência escocesa-irlandesa, alemã e francesa.  
John Truman era um fazendeiro e negociante de gado. A família viveu em Lamar até Harry completar dez meses de idade, quando se mudaram para uma fazenda perto de Harrisonville, Missouri. Eles se mudaram então para Belton e em 1887 para a fazenda de seus avós de 600 acres (240 ha) em Grandview.  Quando Truman tinha seis anos, seus pais se mudaram para Independence, Missouri, para que ele pudesse frequentar a Escola Dominical da Igreja Presbiteriana. Ele não frequentou uma escola convencional até os oito anos de idade.  Enquanto vivia em Independence, ele serviu como shabbos goy para os vizinhos judeus, realizando tarefas para eles no Shabat que sua religião os impedia de fazer naquele dia.   
Truman se interessava por música, leitura, história e matemática,  tudo incentivado por sua mãe, de quem era muito próximo. Como presidente, ele solicitou a ela conselhos políticos e pessoais.  Truman aprendeu a tocar piano aos sete anos e teve aulas com a Sra. EC White, uma professora muito respeitada em Kansas City.  Ele se levantava às cinco horas da manhã para praticar piano, que estudou mais de duas vezes por semana até os quinze anos, tornando-se um músico bastante habilidoso.  Truman trabalhou como pajem na Convenção Nacional Democrata de 1900 em Kansas City;  seu pai tinha muitos amigos ativos no Partido Democrata que ajudaram o jovem Harry a ganhar seu primeiro cargo político. 
Depois de se formar na Independence High School em 1901,  Truman teve aulas no Spalding's Commercial College, uma escola de negócios de Kansas City. Ele estudou contabilidade, taquigrafia e datilografia, mas parou depois de um ano. 
A segregação era praticada e amplamente aceita onde Truman cresceu. Embora mais tarde tenha apoiado os direitos civis, as primeiras cartas do jovem Truman refletiam sua educação e preconceitos contra afro-americanos e asiáticos. 

## Carreira profissional

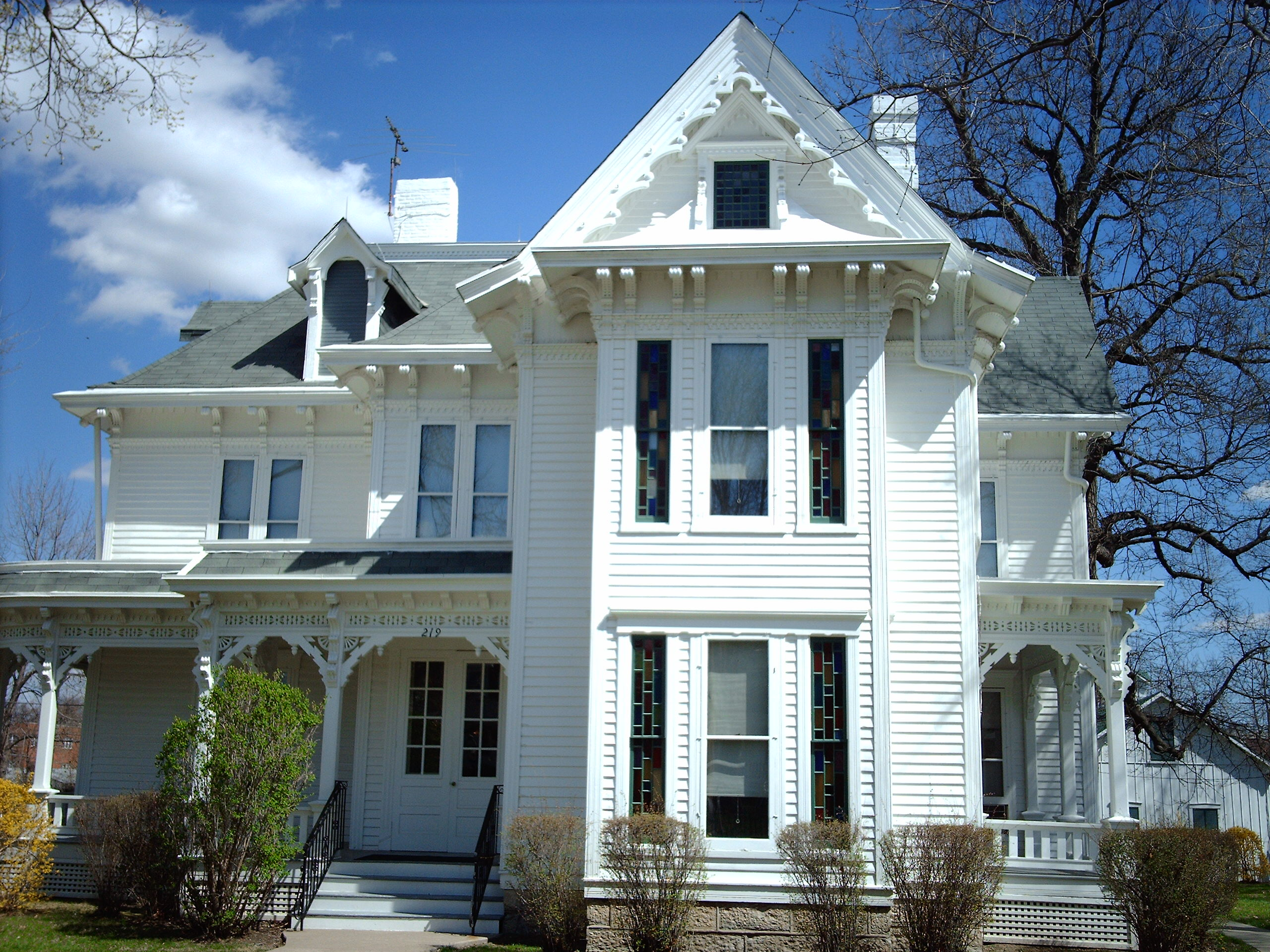
Casa de Truman em Independence, Missouri

Truman foi empregado brevemente na sala de correspondência do The Kansas City Star  antes de usar sua experiência na faculdade de negócios para obter um emprego como cronometrista para equipes de construção na Atchison, Topeka e Santa Fe Railway, o que exigia que ele dormisse em acampamentos de trabalhadores ao longo das linhas ferroviárias.  Truman e seu irmão Vivian trabalharam mais tarde como escriturários no National Bank of Commerce em Kansas City. 
Em 1906, Truman retornou à fazenda Grandview, onde viveu até entrar para o exército em 1917.  Durante este período, ele cortejou Bess Wallace.  Ele a pediu em casamento em 1911, mas ela recusou.  Acreditando que Wallace o recusou porque não tinha muito dinheiro, Truman disse mais tarde que pretendia propor novamente, mas queria ter uma renda melhor do que a de um fazendeiro.  Na verdade, Wallace disse mais tarde a Truman que não pretendia casar-se, mas se o fizesse, seria com ele.  Ainda determinado a melhorar suas finanças, durante seus anos na fazenda e imediatamente após a Primeira Guerra Mundial, Truman se tornou ativo em vários empreendimentos comerciais. Entre elas estavam uma mina de chumbo e zinco perto de Commerce, Oklahoma, uma empresa que comprou terras e arrendou os direitos de perfuração de petróleo a garimpeiros, e especulação imobiliária em Kansas City.  Truman ocasionalmente obtinha alguma renda com esses empreendimentos, mas nenhum deles se mostrou bem-sucedido a longo prazo. 
Truman é o único presidente desde William McKinley (eleito em 1896) que não obteve um diploma universitário.  Além de ter frequentado brevemente uma faculdade de administração, de 1923 a 1925 ele fez cursos noturnos para obter um Bacharel em Direito na Faculdade de Direito de Kansas City (hoje Faculdade de Direito da Universidade do Missouri–Kansas City), mas desistiu após perder a reeleição como juiz do condado.  Ele foi informado por advogados da área de Kansas City que sua educação e experiência eram provavelmente suficientes para receber uma licença para exercer a advocacia, mas não a exerceu porque foi eleito juiz presidente. 
Enquanto servia como presidente em 1947, Truman solicitou uma licença para exercer advocacia.  Um amigo que era advogado começou a trabalhar nos preparativos e informou Truman que seu pedido precisava ser autenticado em cartório. Quando Truman recebeu essa informação, ele já havia mudado de ideia, então nunca mais deu continuidade. Após a descoberta do pedido de Truman em 1996, o Supremo Tribunal do Missouri emitiu-lhe uma licença honorária póstuma para exercer advocacia. 

## Serviço militar

### Guarda Nacional
Devido à falta de fundos para a faculdade, Truman considerou frequentar a Academia Militar dos Estados Unidos em West Point, Nova York, que não tinha mensalidade, mas sua nomeação foi recusada devido à deficiência visual.  Ele se alistou na Guarda Nacional do Missouri em 1905 e serviu até 1911 na Bateria B, 2º Regimento de Artilharia de Campanha do Missouri, com sede em Kansas City, onde alcançou o posto de cabo.  Na sua indução, a sua visão sem óculos era inaceitável: 20/50 no olho direito e 20/400 no esquerdo (além do padrão para cegueira legal).  Na segunda vez que fez o teste, ele passou por memorizar secretamente a tabela de visão.  Ele foi descrito como tendo 1,78 m de altura, olhos cinzentos, cabelos escuros e pele clara. 

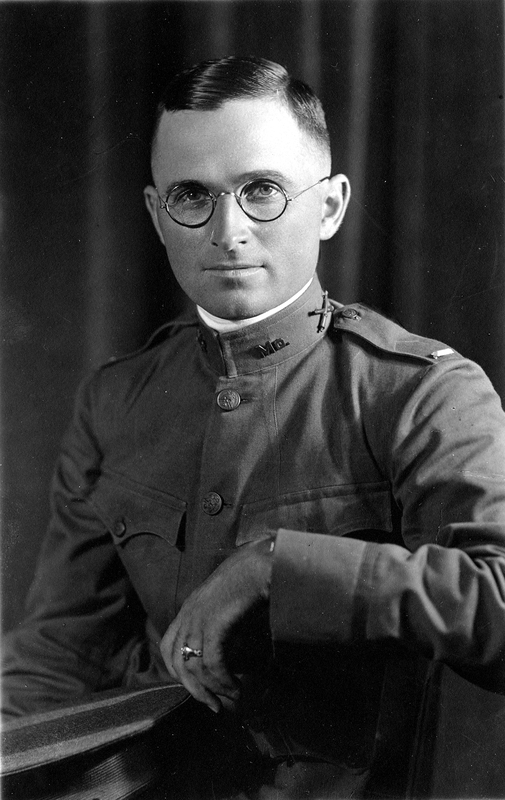
Truman em setembro de 1917

### Primeira Guerra Mundial
Quando os Estados Unidos entraram na Primeira Guerra Mundial em 6 de abril de 1917, Truman voltou a se juntar à Bateria B, recrutando com sucesso novos soldados para a unidade em expansão, para a qual foi eleito primeiro-tenente.  Antes de ser enviado para a França, Truman foi enviado para treinamento no Camp Doniphan, Fort Sill, perto de Lawton, Oklahoma, quando seu regimento foi federalizado como 129ª Artilharia de Campanha .  O comandante regimental durante seu treinamento foi Robert M. Danford, que mais tarde serviu como Chefe de Artilharia de Campanha do Exército.  Truman lembrou que aprendeu mais informações práticas e úteis com Danford em seis semanas do que em seis meses de instrução formal do Exército e, quando Truman serviu como instrutor de artilharia, ele conscientemente modelou sua abordagem na de Danford. 
Truman também administrava o refeitório do acampamento com Edward Jacobson, um balconista de loja de roupas que ele conhecia de Kansas City. Ao contrário da maioria das cantinas financiadas por membros da unidade, que geralmente perdiam dinheiro, a cantina operada por Truman e Jacobson teve lucro, devolvendo o investimento inicial de cada soldado de 2 dólares e 10.000 dólares em dividendos em seis meses.  Em Fort Sill, Truman conheceu o tenente James M. Pendergast, sobrinho de Tom Pendergast, um chefe político de Kansas City, uma conexão que teve uma profunda influência na vida posterior de Truman.  

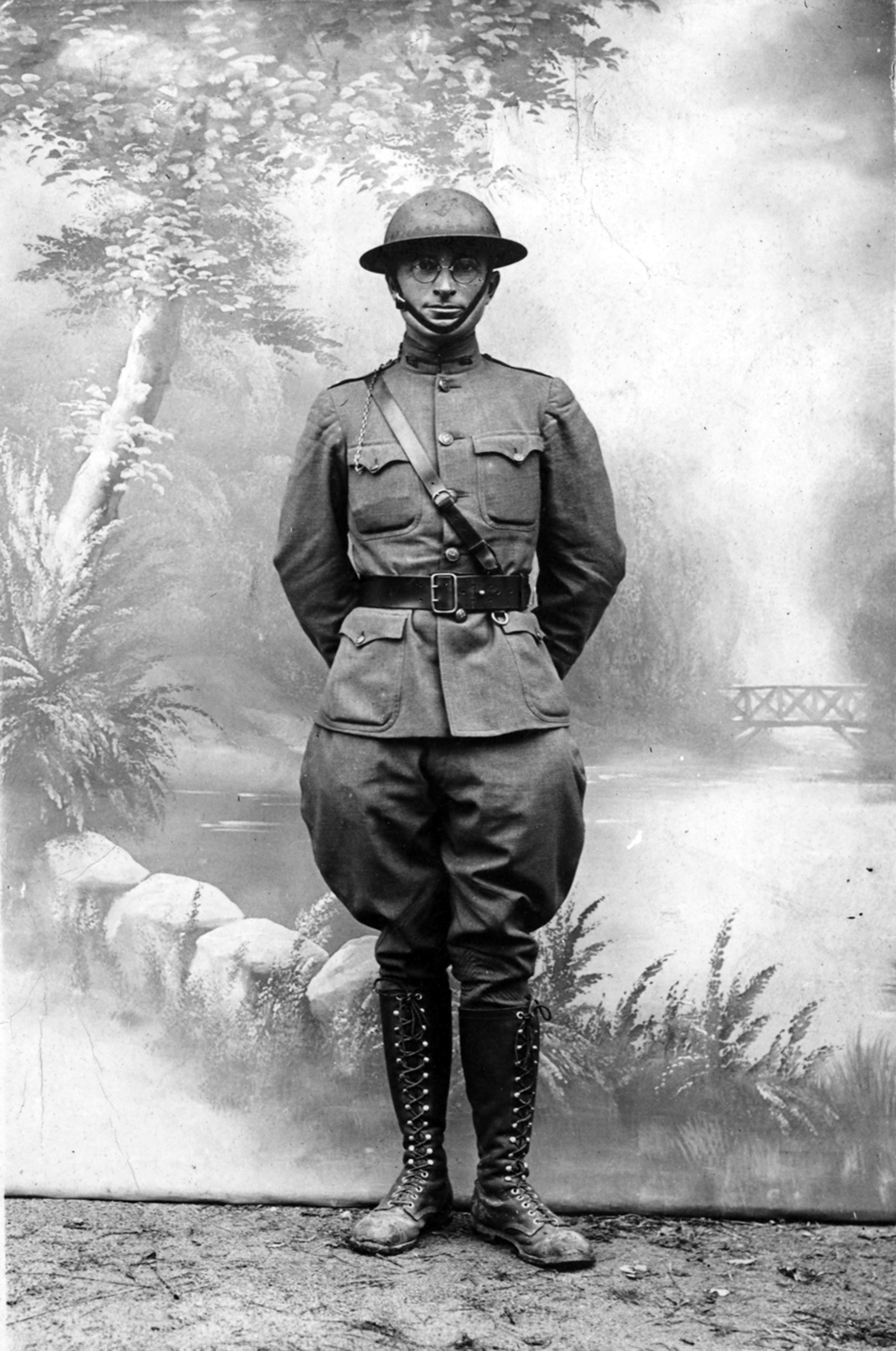
Truman em uniforme, c. 1918

Em meados de 1918, cerca de um milhão de soldados das Forças Expedicionárias Americanas (AEF) estavam na França.  Truman foi promovido a capitão em 23 de abril,  e em julho tornou-se comandante da recém-chegada Bateria D, 129ª Artilharia de Campanha, 35ª Divisão.   A Bateria D era conhecida pelos seus problemas de disciplina, e Truman era inicialmente impopular devido aos seus esforços para restaurar a ordem.  Apesar das tentativas dos homens de intimidá-lo a desistir, Truman conseguiu responsabilizar seus cabos e sargentos pela disciplina. Ele prometeu apoiá-los se tivessem um desempenho adequado e reduzi-los à categoria de privados se não o fizessem.  Em um evento imortalizado na tradição da bateria como "A Batalha de Quem Corre", seus soldados começaram a fugir durante um ataque noturno repentino dos alemães nas Montanhas Vosgos; Truman conseguiu ordenar que seus homens ficassem e lutassem, usando palavrões de seus dias na ferrovia. Os homens ficaram tão surpresos ao ouvir Truman usar tal linguagem que obedeceram imediatamente. 
A unidade de Truman juntou-se a uma enorme barragem de assalto pré-arranjada em 26 de setembro de 1918, na abertura da ofensiva Meuse-Argonne.  Eles avançaram com dificuldade sobre terrenos acidentados para seguir a infantaria e montaram um posto de observação a oeste de Cheppy.  Em 27 de setembro, Truman viu através de seus binóculos uma bateria de artilharia inimiga se posicionando através de um rio em uma posição que lhes permitiria atirar na vizinha 28ª Divisão.  As ordens de Truman limitaram-no a alvos que enfrentavam a 35.ª Divisão, mas ele ignorou isso e esperou pacientemente até que os alemães tivessem afastado os seus cavalos dos seus canhões, garantindo que não conseguiriam deslocar-se para fora do alcance da bateria de Truman.  Ele então ordenou que seus homens abrissem fogo, e seu ataque destruiu a bateria inimiga.  Suas ações foram creditadas por salvar as vidas de soldados da 28ª Divisão que, de outra forma, teriam sido atacados pelos alemães.   Truman foi repreendido por seu comandante regimental, o coronel Karl D. Klemm, que ameaçou convocar uma corte marcial, mas Klemm nunca cumpriu, e Truman não foi punido. 
Em outras ações durante a ofensiva Meuse-Argonne, a bateria de Truman forneceu apoio à brigada de tanques de George S. Patton,  e disparou alguns dos últimos tiros da guerra em 11 de novembro de 1918. A Bateria D não perdeu nenhum homem enquanto estava sob o comando de Truman na França. Para mostrar seu apreço por sua liderança, seus homens o presentearam com uma grande taça de amor quando retornaram aos Estados Unidos após a guerra. 
A guerra foi uma experiência transformadora na qual Truman manifestou suas qualidades de liderança. Ele entrou no serviço em 1917 como um fazendeiro familiar que trabalhou em empregos administrativos que não exigiam a capacidade de motivar e dirigir outras pessoas, mas durante a guerra, ele ganhou experiência de liderança e um histórico de sucesso que melhorou e apoiou muito sua carreira política no pós-guerra no Missouri. 
Truman foi criado nas igrejas presbiteriana e batista,  mas evitou os reavivamentos e às vezes ridicularizou os pregadores revivalistas.  Ele raramente falava sobre religião, o que para ele significava principalmente comportamento ético de acordo com as linhas protestantes tradicionais.  Truman escreveu uma vez em uma carta para sua futura esposa, Bess: "Você sabe que eu não sei nada sobre a Quaresma e coisas assim..."  A maioria dos soldados que ele comandou na guerra eram católicos, e um de seus amigos próximos era o capelão da 129ª Artilharia de Campanha, Monsenhor L. Curtis Tiernan.  Os dois permaneceram amigos até a morte de Tiernan em 1960.  O desenvolvimento de habilidades de liderança e interpessoais que mais tarde o tornaram um político de sucesso ajudou Truman a se dar bem com seus soldados católicos, assim como fez com soldados de outras denominações cristãs e com os membros judeus da unidade.  

### Corpo de Reserva de Oficiais

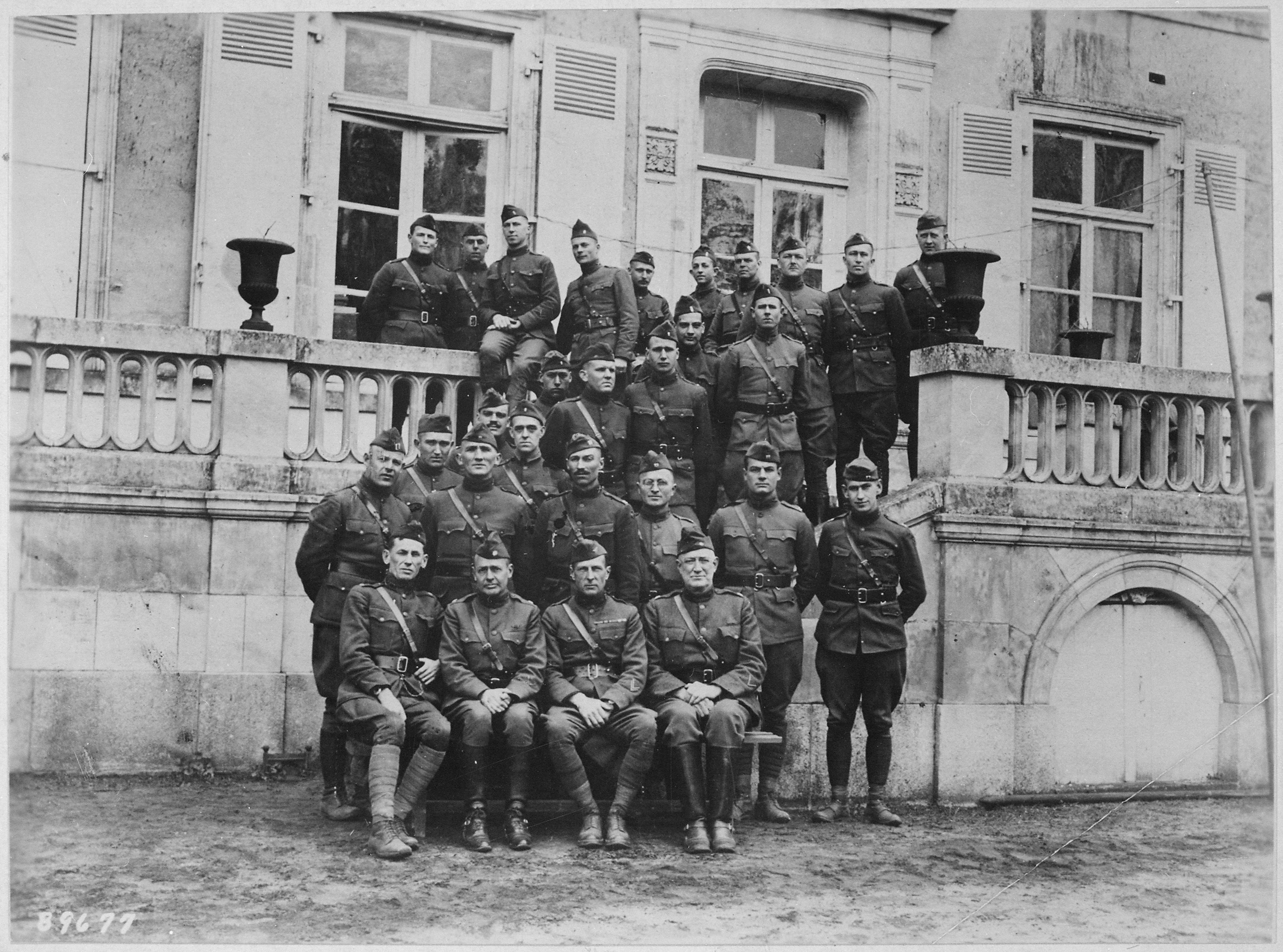
Oficiais da 129ª Artilharia de Campanha, no quartel-general do regimento em Chateau le Chanay, perto de Courcemont, França, março de 1919. O capitão Harry S. Truman é retratado na segunda fileira, terceiro da direita.

Truman foi dispensado com honra do Exército como capitão em 6 de maio de 1919.  Em 1920, foi nomeado major do Corpo de Oficiais da Reserva.  Tornou-se tenente-coronel em 1925 e coronel em 1932.  Nas décadas de 1920 e 1930, ele comandou o 1º Batalhão, 379º Regimento de Artilharia de Campanha, 102ª Divisão de Infantaria.  Após a promoção a coronel, Truman avançou para o comando do regimento. 
Após sua eleição para o Senado dos EUA, Truman foi transferido para o Grupo de Atribuições Gerais, uma unidade de detenção para oficiais menos ativos, embora não tenha sido consultado previamente.  Truman protestou contra sua transferência, o que o levou a retomar o comando regimental.  Ele permaneceu como reservista ativo até o início da década de 1940.  Truman se ofereceu para o serviço militar ativo durante a Segunda Guerra Mundial, mas não foi aceito, em parte por causa da idade e em parte porque o presidente Franklin D. Roosevelt desejava que os senadores e congressistas que pertenciam às reservas militares apoiassem o esforço de guerra permanecendo no Congresso ou encerrando seu serviço ativo e retomando seus assentos no Congresso.  Ele foi um reservista inativo desde o início da década de 1940 até se aposentar como coronel na então redesignada Reserva do Exército dos EUA em 20 de janeiro de 1953. 

### Prêmios e condecorações militares
Truman foi premiado com a Medalha da Vitória na Primeira Guerra Mundial com dois fechos de batalha (por St. Mihiel e Meuse-Argonne) e um fecho de setor defensivo. Ele também recebeu duas Medalhas da Reserva das Forças Armadas. 

## Política

### Juiz do Condado de Jackson

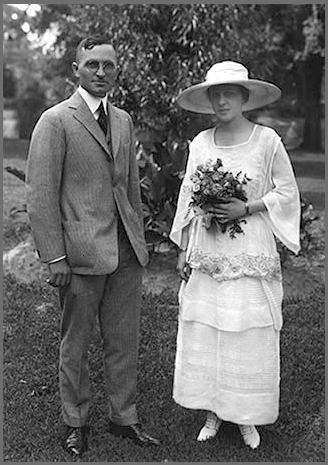
Harry e Bess Truman no dia do casamento, 28 de junho de 1919

Após seu serviço de guerra, Truman retornou a Independence, onde se casou com Bess Wallace em 28 de junho de 1919.  O casal teve uma filha, Mary Margaret Truman . 
Pouco antes do casamento, Truman e Jacobson abriram uma loja de armarinhos juntos na 104 West 12th Street, no centro de Kansas City.  Após um breve sucesso inicial, a loja faliu durante a recessão de 1921.  Truman não pagou a última dívida desse empreendimento até 1935, quando o fez com a ajuda do banqueiro William T. Kemper, que trabalhou nos bastidores para permitir que o irmão de Truman, Vivian, comprasse a nota promissória de US$ 5.600 de Truman durante a venda de ativos de um banco que faliu na Grande Depressão.   A nota subiu e desceu de valor à medida que era comprada e vendida, os juros acumulavam-se e Truman fazia pagamentos, por isso, quando o último banco que a detinha faliu, valia quase 9.000 dólares.  Graças aos esforços de Kemper, Vivian Truman conseguiu comprá-lo por US$ 1.000.  Jacobson e Truman permaneceram amigos próximos mesmo depois da falência da sua loja, e o conselho de Jacobson a Truman sobre o sionismo desempenhou mais tarde um papel na decisão do Governo dos EUA de reconhecer Israel. 
Com a ajuda da máquina democrata de Kansas City liderada por Tom Pendergast, Truman foi eleito em 1922 como juiz do Tribunal do Condado do distrito leste do Condado de Jackson — o tribunal de três juízes do Condado de Jackson incluía juízes do distrito oeste (Kansas City), do distrito leste (o condado fora de Kansas City) e um juiz presidente eleito em todo o condado. Este era um tribunal administrativo e não judicial, semelhante às comissões de condado em muitas outras jurisdições. Truman sucedeu James E. Gilday e serviu de 1º de janeiro de 1923 a 1º de janeiro de 1925.  Ele perdeu sua campanha de reeleição em 1924 para Henry Rummel em uma onda republicana liderada pela eleição esmagadora do presidente Calvin Coolidge para um mandato completo.  Dois anos vendendo assinaturas de clubes automobilísticos o convenceram de que uma carreira no serviço público era mais segura para um homem de família que se aproximava da meia-idade, e ele planejou concorrer a juiz presidente em 1926. 
Truman ganhou o emprego em 1926 com o apoio da máquina Pendergast e sucedeu Elihu W. Hayes.  Truman foi reeleito em 1930; serviu de 1º de janeiro de 1927 a 1º de janeiro de 1935 e foi sucedido por Eugene I. Purcell.  Como juiz presidente, Truman ajudou a coordenar o Plano Decenal, que transformou o Condado de Jackson e o horizonte de Kansas City com novos projetos de obras públicas, incluindo uma extensa série de estradas e a construção de um novo edifício do Tribunal do Condado projetado por Wight e Wight. Também em 1926, ele se tornou presidente da National Old Trails Road Association e, durante seu mandato, supervisionou a dedicação de 12 monumentos da Madonna of the Trail para homenagear mulheres pioneiras.  
Em 1933, Truman foi nomeado diretor do programa Federal de Reemprego do Missouri (parte da Administração de Obras Civis) a pedido do Diretor Geral dos Correios, James Farley. Isso foi uma vingança para Pendergast por ter garantido o voto de Kansas City a Franklin D. Roosevelt na eleição presidencial de 1932. A nomeação confirmou o controle de Pendergast sobre os empregos de clientelismo federal no Missouri e marcou o auge de seu poder. Também criou uma relação entre Truman e o assessor de Roosevelt, Harry Hopkins, e garantiu o apoio ávido de Truman ao New Deal. 

### Senador dos Estados Unidos pelo Missouri

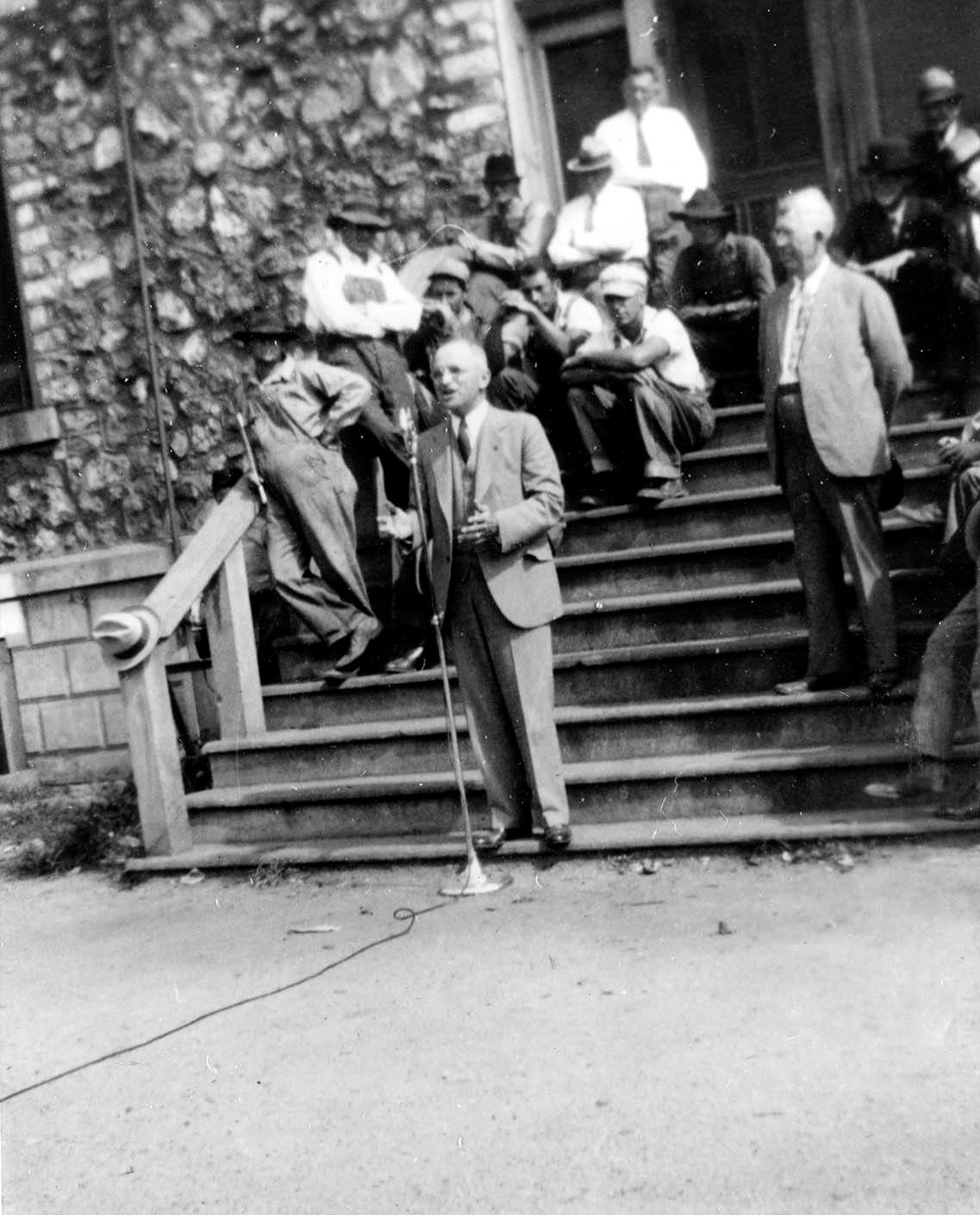
Truman em campanha em Thayer, Missouri, c. 5 de outubro de 1934

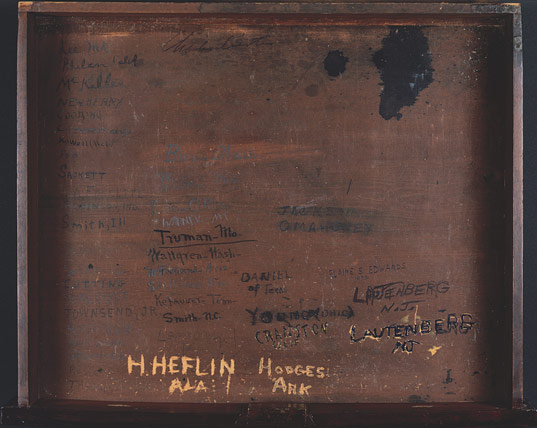
Gaveta da mesa do Senado usada por Truman

Depois de servir como juiz do condado, Truman queria concorrer ao governo do Missouri ou ao Congresso,   mas Pendergast rejeitou essas ideias. Truman então pensou que poderia cumprir sua carreira em alguma sinecura bem paga do condado;  as circunstâncias mudaram quando Pendergast relutantemente o apoiou como a escolha da máquina nas eleições primárias democratas de 1934 para o Senado dos EUA pelo Missouri, depois que as quatro primeiras escolhas de Pendergast se recusaram a concorrer.  Nas primárias, Truman derrotou os congressistas John J. Cochran e Jacob L. Milligan com o sólido apoio do Condado de Jackson, o que foi crucial para sua candidatura. Também foram críticos os contatos que ele fez em todo o estado em sua capacidade como funcionário do condado, membro da Maçonaria, [c] reservista militar, [d] e membro da Legião Americana. [e]  Nas eleições gerais, Truman derrotou o republicano Roscoe C. Patterson por quase 20 pontos percentuais numa onda contínua de democratas pró-New Deal eleitos durante a Grande Depressão.   
Truman assumiu o cargo com a reputação de "o senador de Pendergast". Ele remeteu as decisões de clientelismo a Pendergast, mas afirmou que votou com sua própria consciência. Mais tarde, ele defendeu as decisões de patrocínio dizendo que "ao oferecer um pouco à máquina, [ele] economizou muito".   No seu primeiro mandato, Truman manifestou-se contra a ganância empresarial e os perigos dos especuladores de Wall Street e de outros interesses especiais financeiros obterem demasiada influência nos assuntos nacionais.  Embora tenha servido nos importantes Comitês de Dotações e de Comércio Interestadual, ele foi amplamente ignorado pelo presidente Roosevelt e teve problemas para retornar ligações da Casa Branca.  

Durante a eleição para o Senado dos EUA em 1940, o procurador dos EUA Maurice Milligan (irmão do ex-oponente Jacob Milligan) e o ex-governador Lloyd Stark desafiaram Truman nas primárias democratas. Truman foi politicamente enfraquecido pela prisão de Pendergast por sonegação de impostos no ano anterior; o senador permaneceu leal, tendo alegado que os juízes republicanos (não a administração Roosevelt) eram responsáveis pela queda do chefe.  O apoio do líder do partido de St. Louis, Robert E. Hannegan, a Truman foi crucial; mais tarde, ele intermediou o acordo que colocou Truman na chapa nacional. No final, Stark e Milligan dividiram o voto anti-Pendergast nas primárias democratas do Senado e Truman venceu por um total de 8.000 votos. Na eleição de novembro, Truman derrotou o republicano Manvel H. Davis por 51–49 por cento.  Como senador, Truman se opôs tanto à Alemanha nazista quanto à Rússia comunista. Dois dias depois de Hitler invadir a União Soviética em junho de 1941, Truman disse:
Se virmos que a Alemanha está a ganhar, devemos ajudar a Rússia, e se a Rússia está a ganhar, devemos ajudar a Alemanha, e dessa forma deixá-los matar o maior número possível, embora eu não queira ver Hitler vitorioso em nenhuma circunstância.
Esta citação, sem a sua última parte, tornou-se mais tarde um elemento básico na propaganda soviética e, mais tarde, russa, como "prova" de uma conspiração americana para destruir o país.  

#### Comitê Truman
No final de 1940, Truman viajou para várias bases militares. O desperdício e a especulação que ele viu o levaram a usar sua presidência do Comitê de Assuntos Militares e do Subcomitê de Mobilização para a Guerra para iniciar investigações sobre abusos enquanto a nação se preparava para a guerra. Um novo comitê especial foi criado sob Truman para conduzir uma investigação formal; a Casa Branca apoiou esse plano em vez de enfrentar uma investigação mais hostil da Câmara dos Representantes. A principal missão do comitê era expor e combater o desperdício e a corrupção nos gigantescos contratos governamentais em tempos de guerra.
A iniciativa de Truman convenceu os líderes do Senado da necessidade do comitê, o que refletia suas exigências por uma administração honesta e eficiente e sua desconfiança nas grandes empresas e em Wall Street. Truman geria o comité "com extraordinária habilidade" e geralmente obtinha consenso, gerando grande publicidade na comunicação social que lhe deu uma reputação nacional.   As atividades do Comité Truman variaram desde a crítica aos "homens que ganham um dólar por ano" contratados pelo governo, muitos dos quais se revelaram ineficazes, até à investigação de um projeto habitacional mal construído em Nova Jérsia para trabalhadores de guerra.   Em março de 1944, Truman tentou investigar o dispendioso Projeto Manhattan, mas foi persuadido pelo Secretário de Guerra Henry L. Stimson a interromper a investigação. 
O comitê teria economizado até US$ 15 bilhões (equivalente a US$ 260 bilhões em 2023),     e suas atividades colocaram Truman na capa da revista Time.  De acordo com as atas históricas do Senado, ao liderar o comité, "Truman apagou a sua imagem pública anterior como um mensageiro dos políticos de Kansas City", e "nenhum senador obteve maiores benefícios políticos ao presidir a um comité especial de investigação do que Harry S. Truman do Missouri".  

## Vice-presidência (1945)
Os conselheiros de Roosevelt sabiam que ele talvez não chegasse ao quarto mandato e que seu vice-presidente provavelmente se tornaria o próximo presidente. Henry Wallace foi vice-presidente de Roosevelt por quatro anos e era popular na esquerda, mas era visto como muito à esquerda e muito amigável para trabalhar com alguns dos conselheiros de Roosevelt. O presidente e vários de seus confidentes queriam substituir Wallace por alguém mais aceitável para os líderes do Partido Democrata. O presidente cessante do Comité Nacional Democrata, Frank C. Walker, o presidente entrante, Hannegan, o tesoureiro do partido, Edwin W. Pauley, o chefe do partido no Bronx, Ed Flynn, o presidente da câmara de Chicago, Edward Joseph Kelly, e o lobista George E. Allen, todos queriam manter Wallace fora da lista.  Roosevelt disse aos líderes do partido que aceitaria Truman ou o juiz da Suprema Corte William O. Douglas. 
Os líderes partidários estaduais e municipais preferiam fortemente Truman, e Roosevelt concordou.  Truman disse repetidamente que não estava na corrida e que não queria a vice-presidência, e permaneceu relutante.  Um dos motivos foi que a sua esposa e irmã Mary Jane estavam ambas na sua folha de pagamento do Senado, e ele temia publicidade negativa.  Truman não fez campanha para a vaga de vice-presidente, embora tenha acolhido a atenção como evidência de que ele havia se tornado mais do que o "Senador de Pendergast".  A nomeação de Truman foi apelidada de "Segundo Compromisso do Missouri" e foi bem recebida. A chapa Roosevelt-Truman obteve uma vitória eleitoral por 432-99 votos eleitorais, derrotando a chapa republicana do governador Thomas E. Dewey, de Nova York, e seu companheiro de chapa, o governador John Bricker, de Ohio. Truman foi empossado como vice-presidente em 20 de janeiro de 1945.  Após a posse, Truman ligou para sua mãe, que o instruiu: "Agora você se comporta." 
A breve vice-presidência de Truman foi relativamente tranquila. Truman presidiu principalmente o Senado e compareceu a festas e recepções. Ele manteve os mesmos cargos de seus anos no Senado, usando principalmente o escritório oficial do vice-presidente no Capitólio para receber visitantes. Truman foi o primeiro vice-presidente a ter um agente do Serviço Secreto designado para ele. Truman imaginou o cargo como um elo entre o Senado e o presidente.  Em 10 de abril de 1945,  Truman deu seu único voto de desempate como presidente do Senado, contra uma emenda de Robert A. Taft que teria bloqueado a entrega pós-guerra de itens da Lei de Empréstimos e Arrendamentos contratados durante a guerra.   Roosevelt raramente o contactava, mesmo para o informar sobre decisões importantes; o presidente e o vice-presidente reuniram-se sozinhos apenas duas vezes durante o seu mandato. 

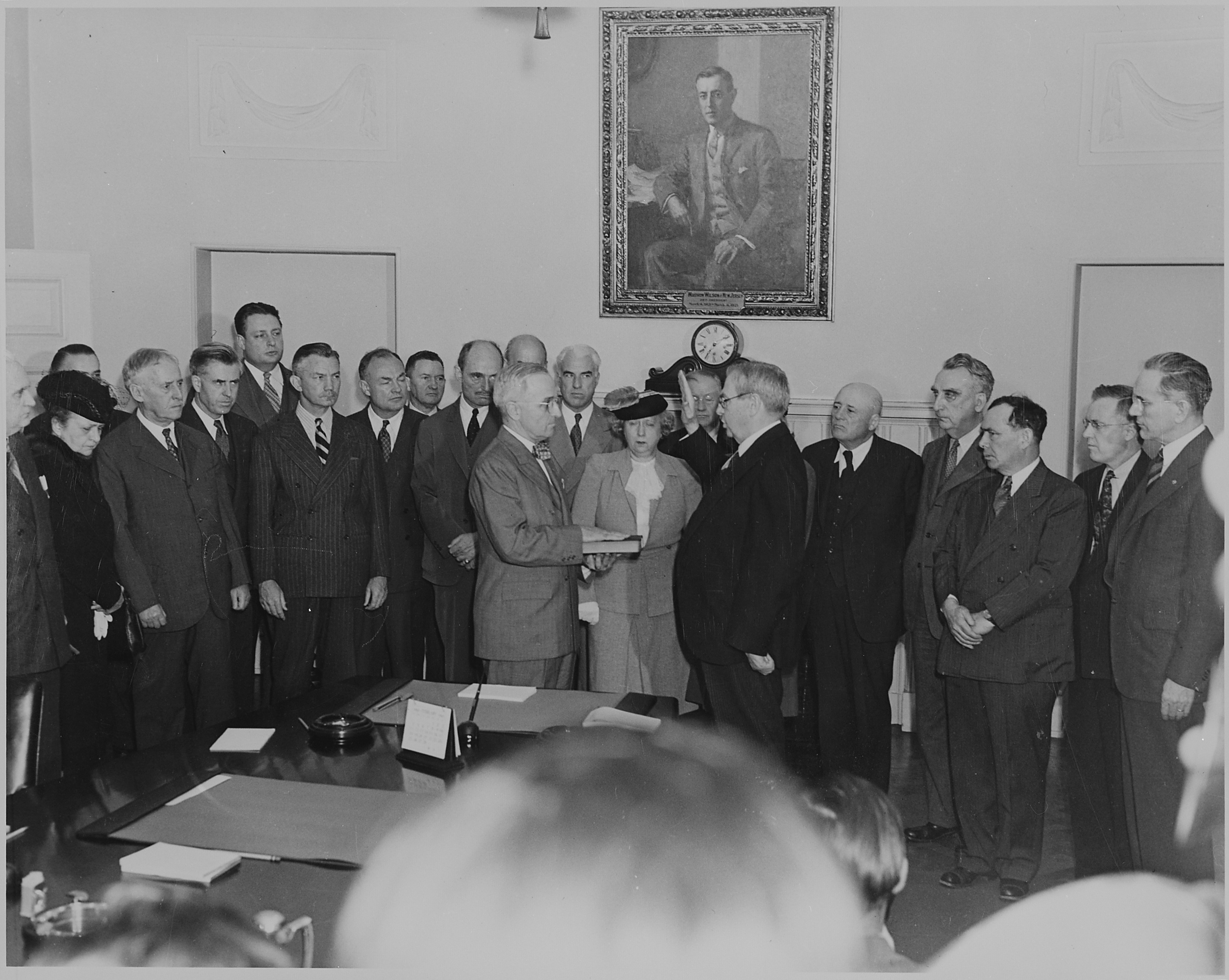
O vice-presidente Truman foi empossado como presidente na Sala do Gabinete da Casa Branca algumas horas após a morte de Roosevelt.

Em um de seus primeiros atos como vice-presidente, Truman criou alguma controvérsia quando compareceu ao funeral do desgraçado Pendergast. Ele ignorou as críticas, dizendo simplesmente: "Ele sempre foi meu amigo e eu sempre fui dele".  Ele raramente discutia assuntos mundiais ou política interna com Roosevelt; ele não estava informado sobre as principais iniciativas relacionadas à guerra e ao ultrassecreto Projeto Manhattan, que estava prestes a testar a primeira bomba atômica do mundo.  Em um evento que gerou publicidade negativa para Truman, ele foi fotografado com a atriz Lauren Bacall sentado no piano no National Press Club enquanto tocava para soldados. 
Truman foi vice-presidente por 82 dias em que o presidente Roosevelt morreu em 12 de abril de 1945.  Truman, presidindo o Senado, como de costume, havia acabado de encerrar a sessão do dia e estava se preparando para tomar uma bebida no escritório do presidente da Câmara, Sam Rayburn, quando recebeu uma mensagem urgente para ir imediatamente à Casa Branca, onde Eleanor Roosevelt lhe disse que seu marido havia morrido após uma hemorragia cerebral grave. Truman perguntou-lhe se havia algo que ele pudesse fazer por ela; ela respondeu: "Há algo que possamos fazer por you ? Pois você é quem está em apuros agora!"    Ele foi empossado como presidente às 19:09h na Ala Oeste da Casa Branca, pelo Presidente do Supremo Tribunal Harlan F. Stone. 

## Presidência (1945–1953)
Na Casa Branca, Truman substituiu os remanescentes de Roosevelt por velhos confidentes. A Casa Branca tinha uma péssima equipe, com não mais do que uma dúzia de assessores; eles mal conseguiam dar conta do pesado fluxo de trabalho de um departamento executivo bastante expandido. Truman atuava diariamente como seu próprio chefe de gabinete, bem como seu próprio contato com o Congresso, um órgão que ele já conhecia muito bem. Ele não estava bem preparado para lidar com a imprensa e nunca alcançou a familiaridade jovial de FDR. Cheio de raiva latente por todos os contratempos em sua carreira, ele desconfiava profundamente dos jornalistas. Ele os via como inimigos à espreita de seu próximo erro descuidado. Truman era um trabalhador muito esforçado, muitas vezes chegando ao ponto da exaustão, o que o deixava irritado, facilmente irritado e prestes a parecer mesquinho ou pouco presidencial. Em termos de questões importantes, ele as discutiu em profundidade com os principais consultores. Ele dominava os detalhes do orçamento federal tão bem quanto qualquer um. Truman era um péssimo orador ao ler um texto. No entanto, sua raiva visível fez dele um orador eficaz, denunciando seus inimigos enquanto seus apoiadores gritavam de volta para ele "Dê-lhes o inferno, Harry!" 

Truman cercou-se de amigos e nomeou vários para altos cargos que pareciam estar além de sua competência, incluindo seus dois secretários do Tesouro, Fred Vinson e John Snyder. Seu amigo mais próximo na Casa Branca era seu assessor militar Harry H. Vaughan, que sabia pouco sobre assuntos militares ou estrangeiros e foi criticado por negociar o acesso à Casa Branca em troca de presentes caros.   Truman adorava passar o máximo de tempo possível jogando pôquer, contando histórias e bebendo bourbon. Alonzo Hamby observa que:
...para muitos do público em geral, o jogo e o consumo de bourbon, por mais discretos que fossem, não eram exatamente presidenciais. Nem o estilo intemperante da campanha “dê-lhes o inferno”, nem as ocasionais frases profanas proferidas em público. O pôquer exemplificou um problema maior: a tensão entre suas tentativas de criar uma imagem de liderança necessariamente acima do comum e uma informalidade que às vezes parecia beirar a crueza.

### Primeiro mandato (1945–1949)

#### Assumindo o cargo

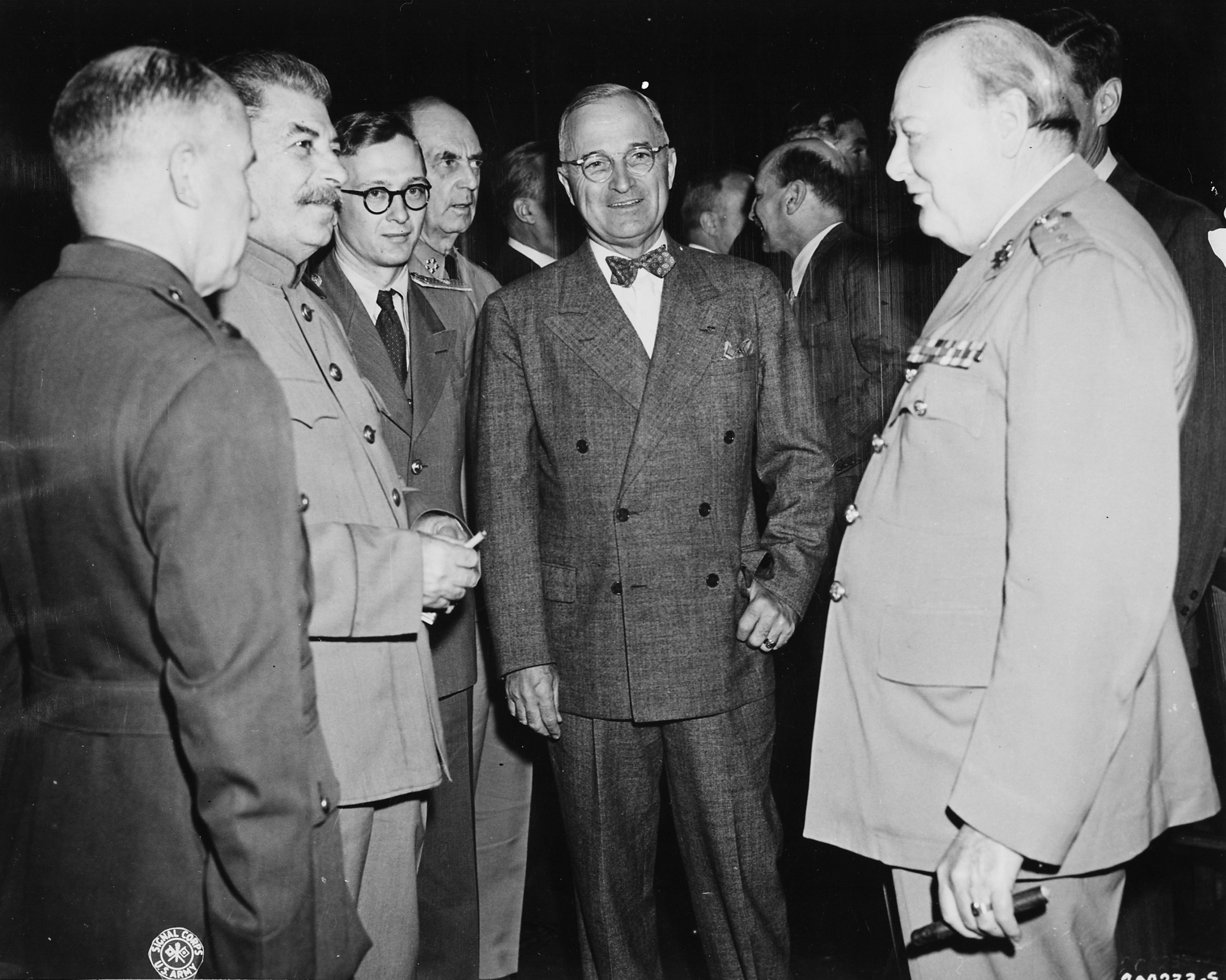
Josef Stalin, Harry S. Truman e Winston Churchill em Potsdam, julho de 1945

Em seu primeiro dia completo, Truman disse aos repórteres: "Rapazes, se vocês alguma vez rezarem, rezem por mim agora. Não sei se vocês já tiveram uma carga de feno caindo sobre vocês, mas quando me contaram o que aconteceu ontem, senti como se a lua, as estrelas e todos os planetas tivessem caído sobre mim." 
Truman pediu a todos os membros do gabinete de Roosevelt que permanecessem no cargo, mas logo substituiu quase todos eles, especialmente por amigos de seus dias no Senado. 

#### Lançando bombas atômicas no Japão
Truman beneficiou de um período de lua-de-mel com o sucesso na derrota da Alemanha Nazista na Europa e a nação celebrou o Dia da Vitória na Europa em 8 de Maio de 1945, o seu 61º aniversário. 

Embora Truman tenha sido informado brevemente na tarde de 12 de abril que os Estados Unidos tinham uma nova arma altamente destrutiva, foi somente em 25 de abril que o Secretário de Guerra Henry Stimson lhe contou os detalhes: 
Descobrimos a bomba mais terrível da história do mundo. Pode ser a destruição pelo fogo profetizada na Era do Vale do Eufrates, depois de Noé e sua fabulosa Arca.  – Harry Truman, escrevendo sobre a bomba atômica em seu diário em 25 de julho de 1945
Truman viajou para Berlim para a Conferência de Potsdam com Josef Stalin e o primeiro-ministro britânico Winston Churchill. Ele estava lá quando soube que o Teste Trinity — a primeira bomba atômica — em 16 de julho havia sido bem-sucedido. Ele deu a entender a Stalin que estava prestes a usar um novo tipo de arma contra os japoneses. Embora esta tenha sido a primeira vez que os soviéticos receberam oficialmente informações sobre a bomba atômica, Stalin já estava ciente do projeto da bomba, tendo aprendido sobre ele através da espionagem atômica muito antes de Truman.   

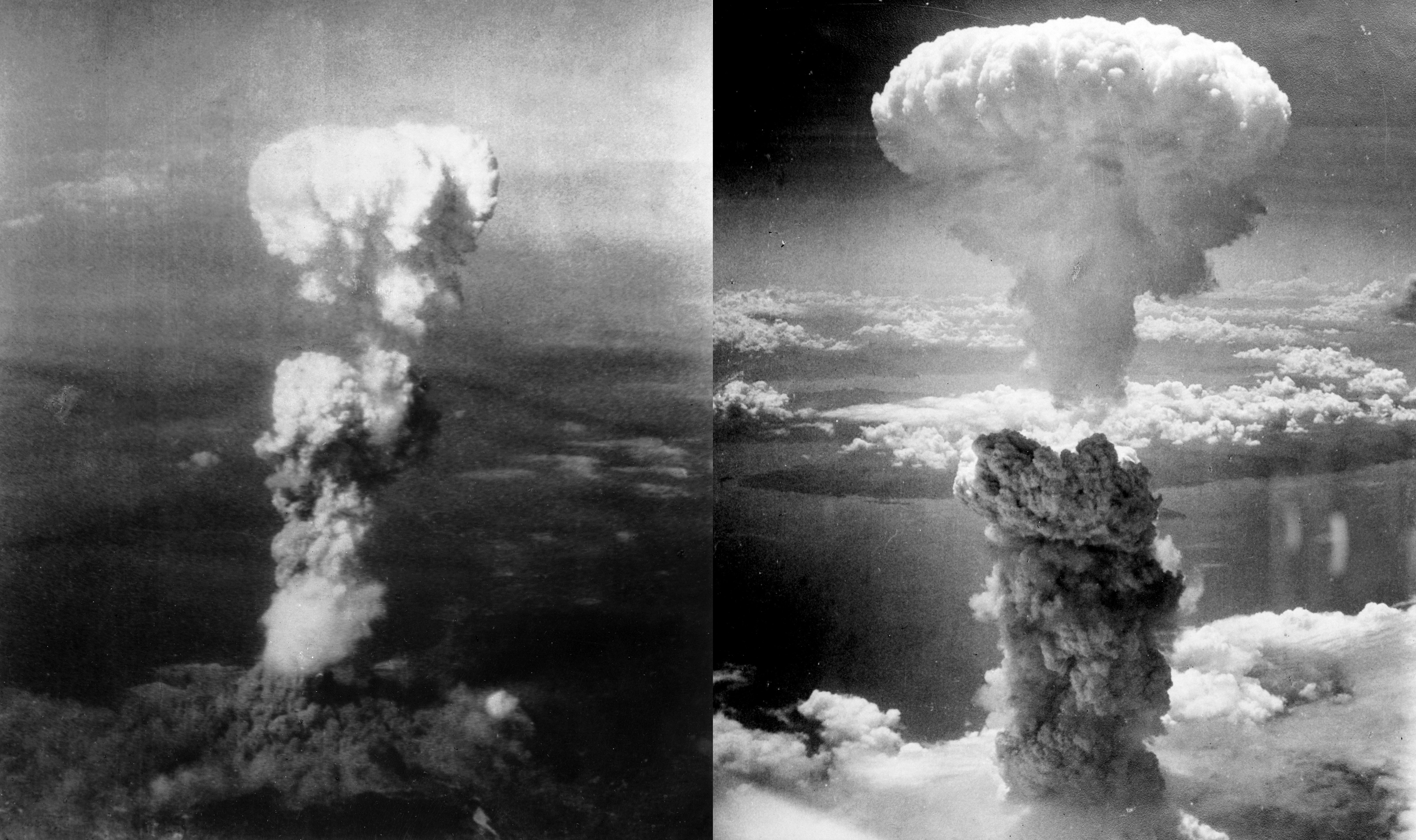
Os bombardeios atômicos de Hiroshima e Nagasaki em 6 e 9 de agosto de 1945, respectivamente, foram autorizados pelo presidente Truman no final da Segunda Guerra Mundial.

Em agosto, o governo japonês recusou as exigências de rendição, conforme especificamente descrito na Declaração de Potsdam. Com a invasão do Japão iminente, Truman aprovou o cronograma para o lançamento das duas bombas disponíveis. Truman manteve a posição de que atacar o Japão com bombas atômicas salvou muitas vidas de ambos os lados; uma estimativa militar para a invasão do Japão submetida a Truman por Herbert Hoover indicou que uma invasão poderia levar pelo menos um ano e resultar em 500.000 a 1.000.000 de baixas aliadas.  Um estudo feito para a equipe do Secretário de Guerra Henry L. Stimson por William Shockley estimou que invadir o Japão custaria de 1,7 a 4 milhões de baixas americanas, incluindo 400.000 a 800.000 mortes, e cinco a dez milhões de mortes japonesas se civis japoneses participassem da defesa do Japão.  As Forças de Serviço do Exército dos EUA estimaram no seu documento "Redistribuição do Exército dos Estados Unidos após a derrota da Alemanha", que entre Junho de 1945 e Dezembro de 1946 o Exército seria obrigado a fornecer substitutos para 43.000 mortos e feridos evacuados todos os meses durante este período.  A partir da análise do cronograma de substituição e das forças projetadas nos teatros no exterior, foi sugerido que as perdas do Exército somente nessas categorias, excluindo a Marinha e o Corpo de Fuzileiros Navais, seriam de aproximadamente 863.000 até a primeira parte de 1947, dos quais 267.000 seriam mortos ou desaparecidos. 
Hiroshima foi bombardeada em 6 de agosto e Nagasaki três dias depois, deixando 105.000 mortos.  A União Soviética declarou guerra ao Japão em 9 de agosto e invadiu a Manchúria. O Japão concordou em render-se no dia seguinte.  

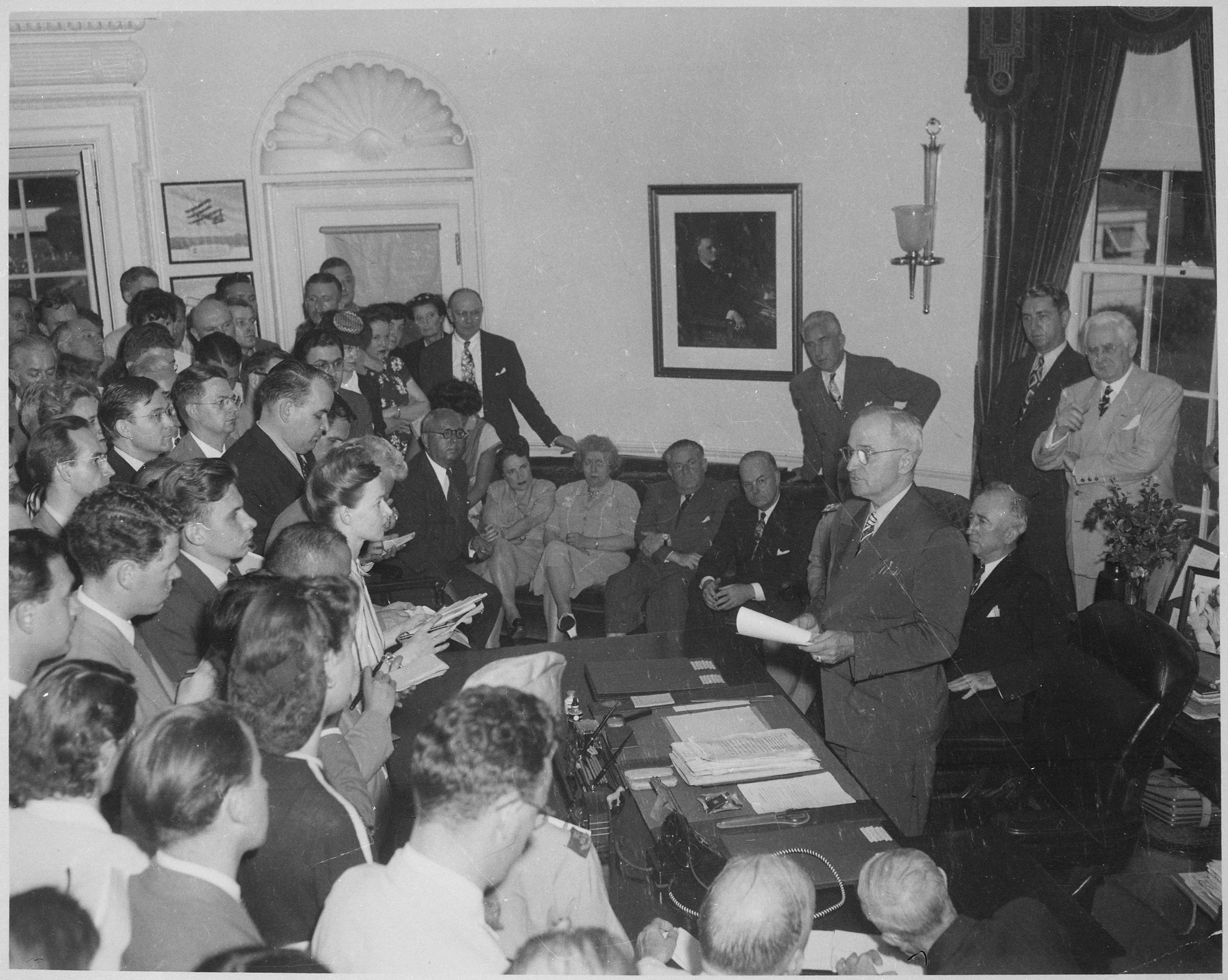
Truman anuncia a rendição do Japão, 14 de agosto de 1945.

Os defensores [f] da decisão de Truman argumentam que, dada a tenaz defesa japonesa das ilhas periféricas, os bombardeios salvaram centenas de milhares de vidas de prisioneiros aliados, civis japoneses e combatentes de ambos os lados que teriam sido perdidas em uma invasão do Japão. Algumas críticas modernas argumentam que o uso de armas nucleares era desnecessário, dado que ataques convencionais ou um bombardeamento demonstrativo de uma área desabitada poderiam ter forçado a rendição do Japão e, portanto, afirmam que o ataque constituiu um crime de guerra.    Em 1948, Truman defendeu sua decisão de usar bombas atômicas:
Como Presidente dos Estados Unidos, tive a responsabilidade fatídica de decidir se deveria ou não usar esta arma pela primeira vez. Foi a decisão mais difícil que já tive que tomar. Mas o Presidente não pode esquivar-se a problemas difíceis – não pode passar a responsabilidade. Tomei a decisão após discussões com os homens mais capazes do nosso governo e após longa e fervorosa consideração. Decidi que a bomba deveria ser usada para acabar rapidamente com a guerra e salvar inúmeras vidas – japonesas e americanas.
Truman continuou a se defender veementemente em suas memórias em 1955-1956, afirmando que muitas vidas poderiam ter sido perdidas se os Estados Unidos tivessem invadido o Japão continental sem as bombas atômicas. Em 1963, ele manteve sua decisão, dizendo a um jornalista que "isso foi feito para salvar 125.000 jovens do lado dos Estados Unidos e 125.000 do lado japonês de serem mortos e foi isso que aconteceu. Provavelmente também salvou meio milhão de jovens de ambos os lados de serem mutilados para o resto da vida." 

#### Sindicatos, greves e questões econômicas
O fim da Segunda Guerra Mundial foi seguido por uma transição difícil da guerra para uma economia em tempo de paz. Os custos do esforço de guerra foram enormes, e Truman pretendia diminuir os serviços militares o mais rápido possível para reduzir os gastos militares do governo. O efeito da desmobilização na economia era desconhecido, as propostas foram recebidas com ceticismo e resistência, e havia temores de que o país voltaria à depressão. Nos últimos anos de Roosevelt, o Congresso começou a reafirmar o poder legislativo e Truman enfrentou um órgão do Congresso onde republicanos e democratas conservadores do sul formaram um poderoso bloco de votação de "coalizão conservadora". O New Deal fortaleceu muito os sindicatos e eles formaram uma importante base de apoio para o Partido Democrata de Truman. Os republicanos, em colaboração com as grandes empresas, fizeram da sua principal prioridade o enfraquecimento desses sindicatos.  Os sindicatos foram promovidos pelo governo durante a guerra e tentaram tornar seus ganhos permanentes por meio de greves em larga escala nas principais indústrias. Entretanto, os controlos de preços estavam a terminar lentamente e a inflação estava a disparar.  A resposta de Truman à insatisfação generalizada foi geralmente vista como ineficaz. 

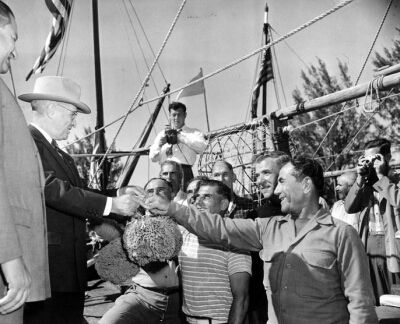
Truman com mergulhadores de esponjas greco-americanos na Flórida, 1947

Quando uma greve ferroviária nacional ameaçou ocorrer em maio de 1946, Truman tomou as ferrovias na tentativa de conter o problema, mas dois importantes sindicatos ferroviários entraram em greve mesmo assim. Todo o sistema ferroviário nacional foi fechado, imobilizando 24.000 trens de carga e 175.000 trens de passageiros por dia.  Durante dois dias, a raiva pública aumentou. Sua equipe preparou um discurso que Truman leu para o Congresso pedindo uma nova lei, pela qual os grevistas ferroviários seriam convocados para o exército. Ao concluir seu discurso, ele recebeu uma nota informando que a greve havia sido resolvida em termos presidenciais; no entanto, algumas horas depois, a Câmara votou pela convocação dos grevistas. O projeto morreu no Senado.  

#### Queda no índice de aprovação; republicanos vencem o Congresso em 1946
O índice de aprovação do presidente caiu de 82 por cento nas pesquisas em janeiro de 1946 para 52 por cento até junho.  Essa insatisfação levou a grandes perdas democratas nas eleições de meio de mandato de 1946, e os republicanos assumiram o controle do Congresso pela primeira vez desde 1930. Quando Truman caiu para 32 por cento nas pesquisas, o senador democrata do Arkansas William Fulbright sugeriu que Truman renunciasse; o presidente disse que não se importava com o que o senador "Halfbright" dissesse.  
Truman cooperou estreitamente com os líderes republicanos em política externa, mas lutou ferozmente contra eles em questões internas. O poder dos sindicatos foi significativamente restringido pela Lei Taft-Hartley, que foi promulgada apesar do veto de Truman. Truman vetou duas vezes projetos de lei para reduzir as taxas de imposto de renda em 1947. Embora os vetos iniciais tenham sido mantidos, o Congresso anulou seu veto ao projeto de lei de redução de impostos em 1948. Num exemplo notável de bipartidarismo, o Congresso aprovou a Lei de Sucessão Presidencial de 1947, que substituiu o secretário de Estado pelo Presidente da Câmara e pelo presidente pro tempore do Senado como sucessor do presidente depois do vice-presidente. 

#### Proposta do "Fair Deal" e liberalismo
Enquanto se preparava para as eleições de 1948, Truman deixou clara a sua identidade como democrata na tradição do New Deal, defendendo o seguro nacional de saúde,  e a revogação da Lei Taft-Hartley. Ele rompeu com o New Deal ao iniciar um programa agressivo de direitos civis, que ele chamou de prioridade moral. Sua visão econômica e social constituiu uma ampla agenda legislativa que veio a ser chamada de "Fair Deal".  As propostas de Truman não foram bem recebidas pelo Congresso, mesmo com a renovação das maiorias democratas no Congresso após 1948. O Sul Solidário rejeitou os direitos civis, pois esses estados ainda aplicavam a segregação. Apenas um dos principais projetos de lei do Fair Deal, a Lei da Habitação de 1949, foi promulgado.   Muitos dos programas do New Deal que persistiram durante a presidência de Truman receberam desde então pequenas melhorias e extensões. 

#### Plano Marshall, Guerra Fria e China

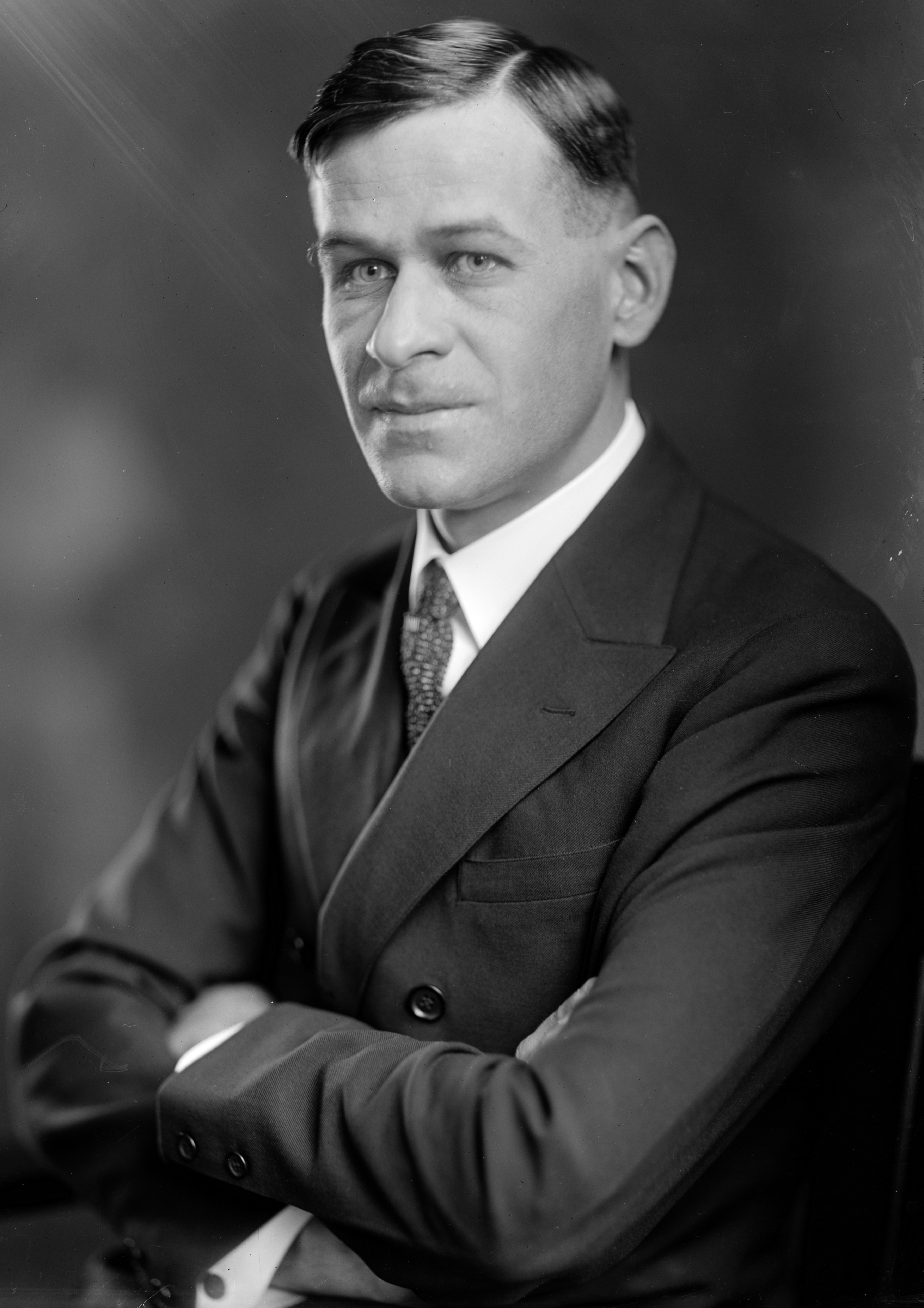
O secretário de imprensa de Truman era seu velho amigo Charles Griffith Ross. Ele tinha grande integridade, mas, diz Alonzo L. Hamby, como assessor sênior da Casa Branca, ele era, "Um melhor jornalista do que um manipulador de notícias, ele nunca estabeleceu uma política de coordenação de comunicados de imprensa em todo o poder executivo, frequentemente atrapalhava os detalhes, nunca desenvolvia... uma estratégia para comercializar a imagem do presidente e não conseguiu estabelecer uma forte assessoria de imprensa."

Como um internacionalista wilsoniano, Truman apoiou a política de Roosevelt em favor da criação das Nações Unidas e incluiu Eleanor Roosevelt na delegação à primeira Assembleia Geral da ONU.  Com a União Soviética expandindo sua esfera de influência pela Europa Oriental, Truman e seus conselheiros de política externa adotaram uma linha dura contra a URSS. Nisto, ele correspondeu à opinião pública dos EUA, que rapidamente passou a acreditar que os soviéticos pretendiam dominar o mundo. 
Embora tivesse pouca experiência pessoal em assuntos estrangeiros, Truman ouvia atentamente seus principais conselheiros, especialmente George Marshall e Dean Acheson. Os republicanos controlaram o Congresso em 1947-1948, então ele trabalhou com seus líderes, especialmente o senador Arthur H. Vandenburg, presidente do poderoso Comitê de Relações Exteriores.  Ele obteve apoio bipartidário tanto para a Doutrina Truman, que formalizou uma política de contenção soviética, quanto para o Plano Marshall, que visava ajudar a reconstruir a Europa do pós-guerra.  
Para levar o Congresso a gastar as enormes somas necessárias para relançar a moribunda economia europeia, Truman usou um argumento ideológico, argumentando que o comunismo floresce em áreas economicamente desfavorecidas.  Como parte da estratégia da Guerra Fria dos EUA, Truman assinou a Lei de Segurança Nacional de 1947 e reorganizou as forças militares fundindo o Departamento de Guerra e o Departamento da Marinha no Estabelecimento Militar Nacional (mais tarde Departamento de Defesa) e criando a Força Aérea dos EUA. A lei também criou a Agência Central de Inteligência (CIA) e o Conselho de Segurança Nacional.  Em 4 de novembro de 1952, Truman autorizou a criação oficial, embora na época confidencial, da Agência de Segurança Nacional (NSA).  
Truman não sabia o que fazer em relação à China, onde os nacionalistas e comunistas estavam travando uma guerra civil em larga escala. Os nacionalistas foram grandes aliados em tempos de guerra e tinham amplo apoio popular nos Estados Unidos, além de um poderoso lobby. O general George Marshall passou a maior parte de 1946 na China tentando negociar um acordo, mas não conseguiu. Ele convenceu Truman de que os nacionalistas nunca venceriam sozinhos e que uma intervenção americana em larga escala para deter os comunistas enfraqueceria significativamente a oposição dos EUA aos soviéticos na Europa. Em 1949, os comunistas de Mao Zedong venceram a guerra civil, os Estados Unidos tinham um novo inimigo na Ásia e Truman foi criticado pelos conservadores por "perder" a China. 

#### Ponte Aérea de Berlim
Em 24 de junho de 1948, a União Soviética bloqueou o acesso aos três setores de Berlim controlados pelo Ocidente. Os Aliados não negociaram um acordo para garantir o fornecimento dos setores localizados nas profundezas da zona ocupada pelos soviéticos. O comandante da zona de ocupação dos EUA na Alemanha, General Lucius D. Clay, propôs enviar uma grande coluna blindada através da zona soviética até Berlim Ocidental com instruções de se defender caso fosse detida ou atacada. Truman acreditava que isso implicaria um risco inaceitável de guerra. Ele aprovou o plano de Ernest Bevin de abastecer a cidade bloqueada por via aérea.
Em 25 de junho, os Aliados iniciaram a Ponte Aérea de Berlim, uma campanha para entregar alimentos, carvão e outros suprimentos usando aeronaves militares em grande escala. Nada parecido havia sido tentado antes, e nenhuma nação tinha capacidade, seja logística ou material, para realizá-lo. O transporte aéreo funcionou; o acesso terrestre foi novamente concedido em 11 de maio de 1949. No entanto, o transporte aéreo continuou por vários meses depois disso. A Ponte Aérea de Berlim foi um dos grandes sucessos da política externa de Truman; ajudou significativamente a sua campanha eleitoral em 1948. 

#### Reconhecimento de Israel

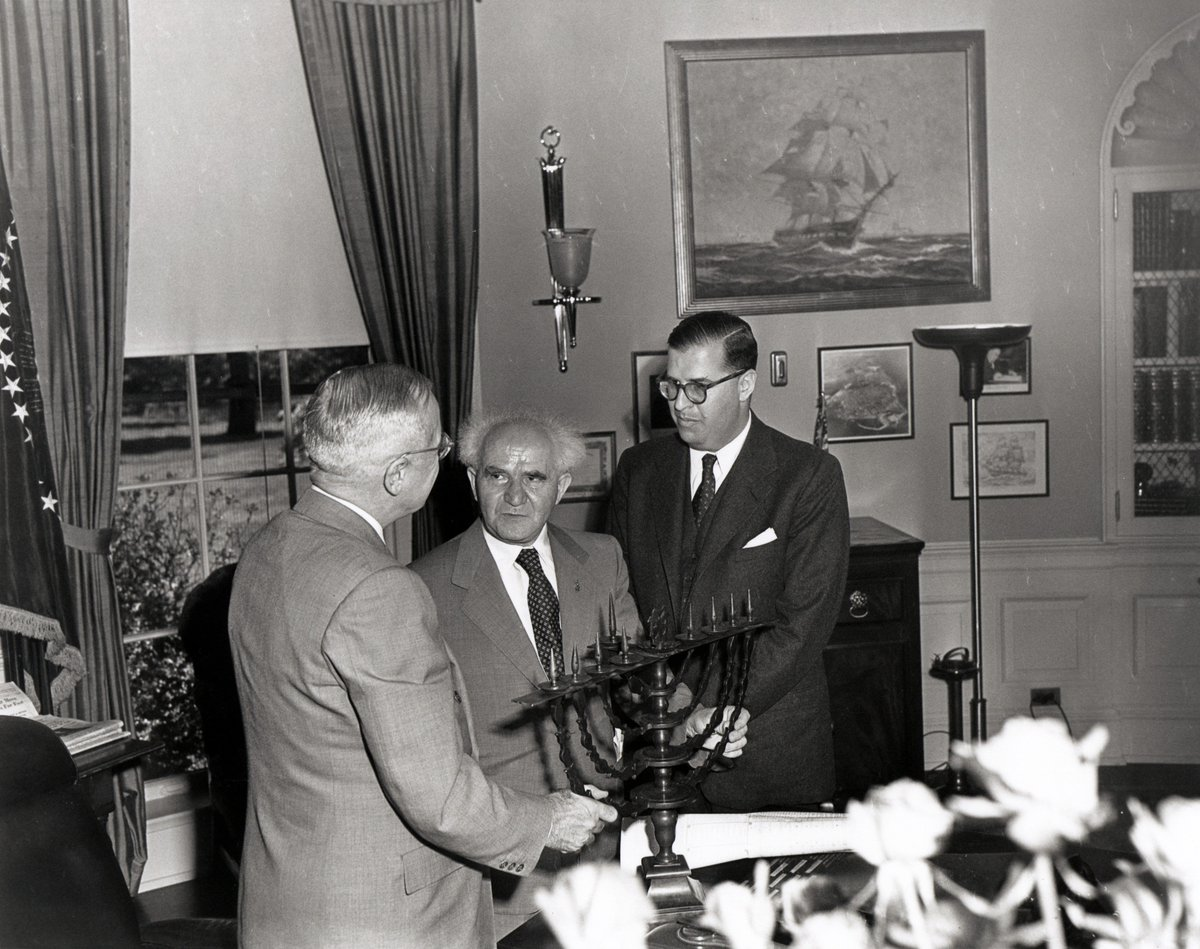
Truman no Salão Oval, recebendo uma Menorá de Chanucá do primeiro-ministro de Israel, David Ben-Gurion (centro). À direita está Abba Eban, embaixador de Israel nos Estados Unidos.

Truman há muito se interessava pela história do Oriente Médio e simpatizava com os judeus que buscavam restabelecer sua antiga pátria na Palestina Obrigatória. Como senador, ele anunciou apoio ao sionismo; em 1943, ele pediu uma pátria para os judeus que sobreviveram ao regime nazista. No entanto, funcionários do Departamento de Estado estavam relutantes em ofender os árabes, que se opunham ao estabelecimento de um estado judeu na grande região há muito povoada e dominada culturalmente por árabes. O secretário de Defesa James Forrestal alertou Truman sobre a importância do petróleo da Arábia Saudita em outra guerra; Truman respondeu que decidiria sua política com base na justiça, não no petróleo.  Diplomatas norte-americanos com experiência na região opuseram-se, mas Truman disse-lhes que tinha poucos árabes entre os seus eleitores. 
A Palestina era secundária em relação ao objetivo de proteger a “camada norte” da Grécia, Turquia e Irão do comunismo, tal como prometido pela Doutrina Truman.  Cansado tanto da política complicada do Médio Oriente como da pressão dos líderes judeus, Truman estava indeciso quanto à sua política e céptico quanto à forma como os "oprimidos" judeus iriam lidar com o poder.   Mais tarde, ele citou como decisivo no seu reconhecimento do estado judeu o conselho do seu antigo parceiro de negócios, Eddie Jacobson, um judeu não religioso em quem Truman confiava totalmente. 
Truman decidiu reconhecer Israel apesar das objeções do Secretário de Estado George Marshall, que temia que isso prejudicasse as relações com os populosos estados árabes. Marshall acreditava que a maior ameaça aos Estados Unidos era a União Soviética e temia que o petróleo árabe fosse perdido para os Estados Unidos em caso de guerra; ele alertou Truman de que os Estados Unidos estavam "brincando com fogo sem nada para apagá-lo".  Truman reconheceu o Estado de Israel em 14 de maio de 1948, onze minutos depois de se declarar uma nação.   Sobre sua decisão de reconhecer o estado israelense, Truman disse em uma entrevista anos depois: "Hitler estava assassinando judeus a torto e a direito. Eu vi isso e sonho com isso até hoje. Os judeus precisavam de um lugar para onde pudessem ir. Minha atitude é que o governo americano não poderia ficar de braços cruzados enquanto as vítimas [da] loucura de Hitler não têm permissão para construir novas vidas." 

#### Apelos por direitos civis
Sob o seu antecessor, Franklin D. Roosevelt, o Comitê de Práticas Justas de Emprego foi criado para abordar a discriminação racial no emprego,  e em 1946, Truman criou o Comitê Presidencial para os Direitos Civis. Em 29 de junho de 1947, Truman se tornou o primeiro presidente a discursar na Associação Nacional para o Progresso das Pessoas de Cor (NAACP). O discurso ocorreu no Lincoln Memorial durante a convenção da NAACP e foi transmitido nacionalmente pelo rádio. Nesse discurso, Truman expôs a necessidade de acabar com a discriminação, o que seria promovido pela primeira legislação abrangente de direitos civis proposta pelo presidente. Truman sobre “direitos civis e liberdade humana”, declarou: 
É minha profunda convicção que atingimos um ponto de viragem na longa história dos esforços do nosso país para garantir a liberdade e a igualdade a todos os nossos cidadãos… é mais importante hoje do que nunca garantir que todos os americanos desfrutem destes direitos. … Quando digo todos os americanos, quero dizer todos os americanos… A nossa tarefa imediata é remover os últimos vestígios das barreiras que existem entre milhões dos nossos cidadãos e o seu direito inato. Não há razão justificável para discriminação por causa de ascendência, religião, raça ou cor. Não devemos tolerar tais limitações à liberdade de qualquer um dos nossos povos e ao gozo dos direitos básicos que todos os cidadãos numa sociedade verdadeiramente democrática devem possuir. Todo homem deveria ter direito a uma casa decente, o direito à educação, o direito a cuidados médicos adequados, o direito a um emprego digno, o direito a uma participação igual na tomada de decisões públicas através do voto, e o direito a um julgamento justo num tribunal justo. Temos de garantir que estes direitos – em condições de igualdade – sejam usufruídos por todos os cidadãos. A estes princípios prometo o meu total e contínuo apoio. Muitos dos nossos cidadãos ainda sofrem a indignidade do insulto, o medo angustiante da intimidação e, lamento dizê-lo, a ameaça de ferimentos físicos e de violência popular. O preconceito e a intolerância em que estes males estão enraizados ainda existem. A consciência da nossa nação, e o mecanismo legal que a faz cumprir, ainda não garantiram a cada cidadão plena liberdade do medo. 
Em fevereiro de 1948, Truman entregou uma mensagem formal ao Congresso solicitando a adoção de seu programa de 10 pontos para garantir direitos civis, incluindo antilinchamento, direitos dos eleitores e eliminação da segregação. "Nenhum ato político desde o Compromisso de 1877", argumentou o biógrafo Taylor Branch, "influenciou tão profundamente as relações raciais; num certo sentido, foi uma revogação de 1877." 

### Eleição de 1948

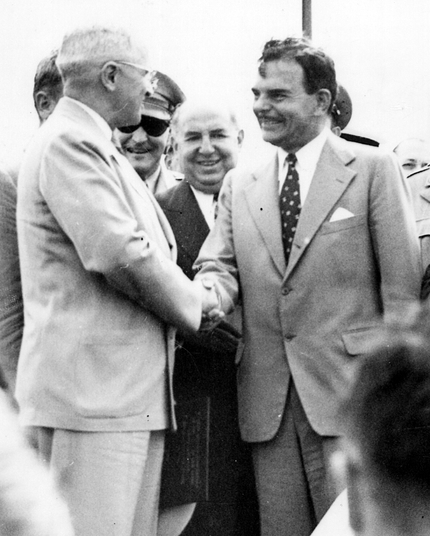
O presidente Truman (à esquerda) com o governador Dewey (à direita) na inauguração do Aeroporto Idlewild, na cidade de Nova York, em 31 de julho de 1948. Este foi o primeiro encontro deles desde que foram indicados como candidatos presidenciais por seus partidos.

A eleição presidencial de 1948 é lembrada pela impressionante vitória de Truman.  Na primavera de 1948, o índice de aprovação pública de Truman era de 36 por cento,  e o presidente foi quase universalmente considerado incapaz de vencer as eleições gerais. Na Convenção Nacional Democrata de 1948, Truman tentou unificar o partido com uma vaga plataforma de direitos civis na plataforma do partido. Sua intenção era amenizar os conflitos internos entre as alas norte e sul do seu partido. Os acontecimentos superaram seus esforços. Um discurso contundente feito pelo presidente da câmara de Minneapolis, Hubert Humphrey — bem como os interesses políticos locais de vários chefes urbanos — convenceram a convenção a adoptar uma plataforma mais forte de direitos civis, que Truman aprovou de todo o coração.  Truman fez um discurso de aceitação agressivo atacando o 80º Congresso, que Truman chamou de "Congresso que não faz nada",  e prometeu vencer a eleição e "fazer com que esses republicanos gostem". 
Os republicanos aprovam o agricultor americano, mas estão dispostos a ajudá-lo a falir. Eles representam o lar americano – mas não a habitação. São fortes para o trabalho – mas são mais fortes para restringir os direitos trabalhistas. Eles são a favor do salário mínimo – quanto menor for o salário mínimo, melhor. Aprovam oportunidades educativas para todos – mas não gastam dinheiro com professores ou escolas. Eles acham que os cuidados médicos e os hospitais modernos são bons - para as pessoas que podem pagá-los... Eles acham que o padrão de vida americano é uma coisa boa - desde que não se espalhe para todas as pessoas. E admiram tanto o Governo dos Estados Unidos que gostariam de comprá-lo.  – Harry S. Truman, 13 de outubro de 1948, St. Paul, Minnesota, Transmissão de rádio
Duas semanas após a convenção de 1948, Truman emitiu a Ordem Executiva 9981, pondo fim à discriminação racial nas Forças Armadas, e a Ordem Executiva 9980 para pôr fim à discriminação nas agências federais.   Truman assumiu um risco político considerável ao apoiar os direitos civis, e muitos democratas experientes estavam preocupados que a perda do apoio dos Dixiecratas pudesse enfraquecer seriamente o partido. O governador da Carolina do Sul, Strom Thurmond, um segregacionista, declarou sua candidatura à presidência em uma chapa Dixiecrat e liderou uma revolta em grande escala dos defensores dos "direitos dos estados" do Sul. Essa rebelião à direita foi acompanhada por outra à esquerda, liderada por Wallace, do Partido Progressista. O Partido Democrata estava dividido em três partes e a vitória em novembro parecia improvável.  Como companheiro de chapa, Truman aceitou o senador do Kentucky Alben W. Barkley, embora ele realmente quisesse o juiz William O. Douglas, que recusou a nomeação. 
Os conselheiros políticos de Truman descreveram o cenário político como "uma cacofonia profana e confusa". Eles disseram a Truman para falar diretamente com o povo, de forma pessoal.  O gerente de campanha William J. Bray disse que Truman seguiu esse conselho e falou de forma pessoal e apaixonada, às vezes até deixando de lado suas anotações para falar com os americanos "sobre tudo o que está em meu coração e alma". 
A campanha foi uma odisseia presidencial de 35.290 km.  Em um apelo pessoal à nação, Truman cruzou os Estados Unidos de trem; seus discursos "rápidos" na plataforma traseira do carro presidencial Ferdinand Magellan passaram a representar sua campanha. Suas aparições combativas capturaram a imaginação popular e atraíram grandes multidões. Seis paragens no Michigan atraíram um total de meio milhão de pessoas;  um milhão de pessoas compareceram a um desfile de fitas de papel na cidade de Nova Iorque. 

Resultados da votação eleitoral de 1948

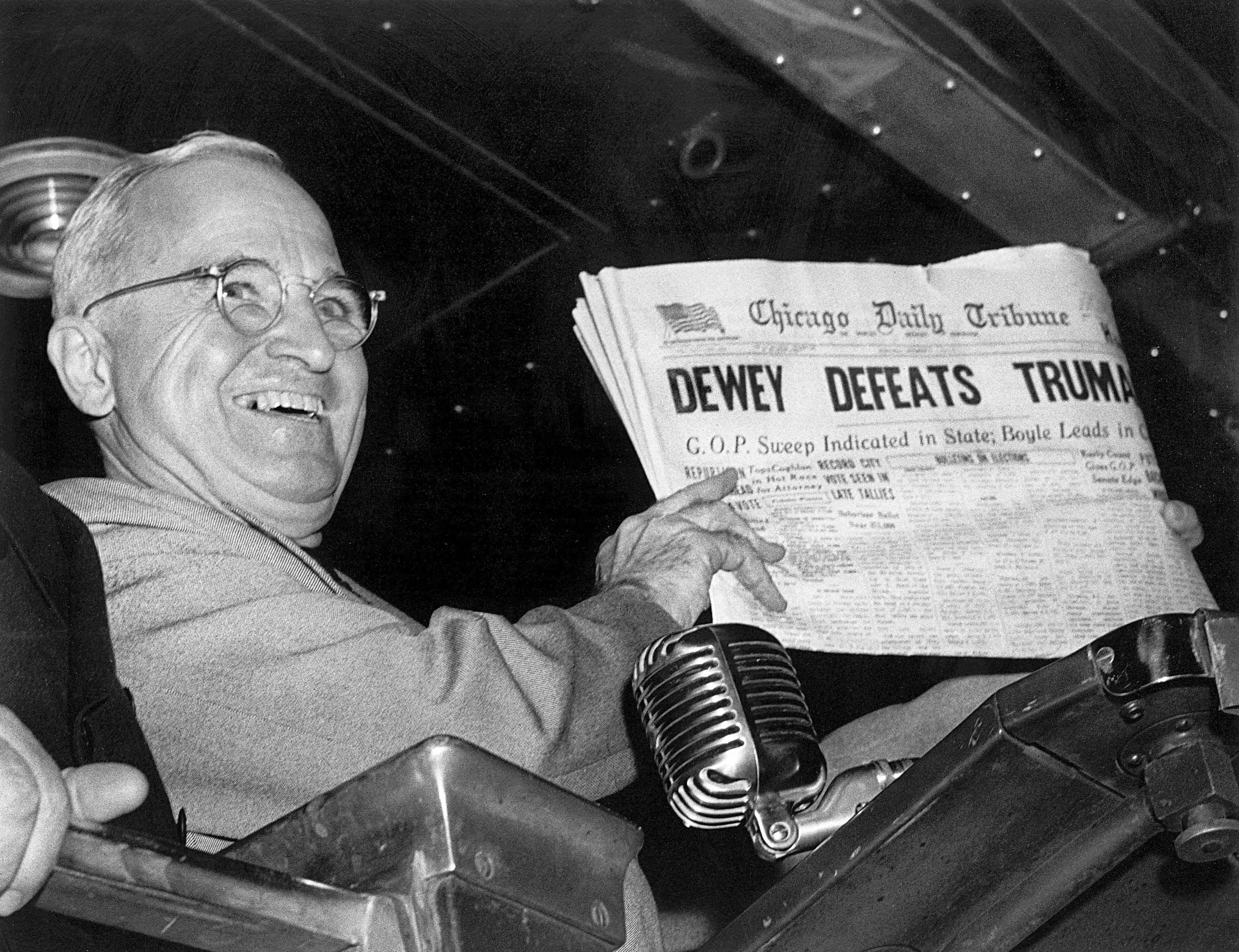
Era tão grande a expectativa de que Truman perderia a eleição de 1948 que o Chicago Tribune publicou jornais com uma manchete errônea quando havia poucos resultados.

As grandes multidões nos eventos relâmpago de Truman foram um sinal importante de uma mudança no ritmo da campanha, mas essa mudança passou praticamente despercebida pela imprensa nacional. Continuou relatando a aparente vitória iminente do republicano Thomas Dewey como uma certeza. As três principais organizações de sondagens pararam de realizar sondagens bem antes da data das eleições de 2 de Novembro — Roper em Setembro, e Crossley e Gallup em Outubro — falhando assim em medir o período em que Truman parece ter ultrapassado Dewey.  
No final, Truman manteve sua base progressista no Centro-Oeste, venceu a maioria dos estados do Sul, apesar da disputa pelos direitos civis, e obteve vitórias apertadas em alguns estados críticos, principalmente Ohio, Califórnia e Illinois. A contagem final mostrou que o presidente havia garantido 303 votos eleitorais, Dewey 189, e Thurmond apenas 39. Henry Wallace não obteve nenhuma. A imagem definidora da campanha surgiu após o dia das eleições, quando um Truman em êxtase ergueu a primeira página errônea do Chicago Tribune com uma manchete enorme proclamando "Dewey derrota Truman". 

### Mandato eleito completo (1949–1953)
A segunda posse de Truman, em 20 de janeiro de 1949, foi a primeira televisionada nacionalmente. 

#### Decisão sobre a bomba de hidrogênio
O projeto da bomba atômica da União Soviética progrediu muito mais rápido do que o esperado,  e eles detonaram sua primeira bomba em 29 de agosto de 1949. Nos meses seguintes, houve um intenso debate que dividiu o governo dos EUA, as comunidades militares e científicas sobre se deveriam prosseguir com o desenvolvimento da bomba de hidrogênio muito mais poderosa.  O debate abordou questões que vão desde a viabilidade técnica ao valor estratégico, passando pela moralidade da criação de uma arma maciçamente destrutiva.   Em 31 de janeiro de 1950, Truman tomou a decisão de seguir em frente, com base no argumento de que se os soviéticos conseguiam fabricar uma bomba H, os Estados Unidos também deveriam fazê-lo e permanecer à frente na corrida às armas nucleares.   O desenvolvimento foi concretizado com o primeiro teste da bomba H dos EUA em 31 de outubro de 1952, que foi oficialmente anunciado por Truman em 7 de janeiro de 1953. 

#### Guerra da Coreia

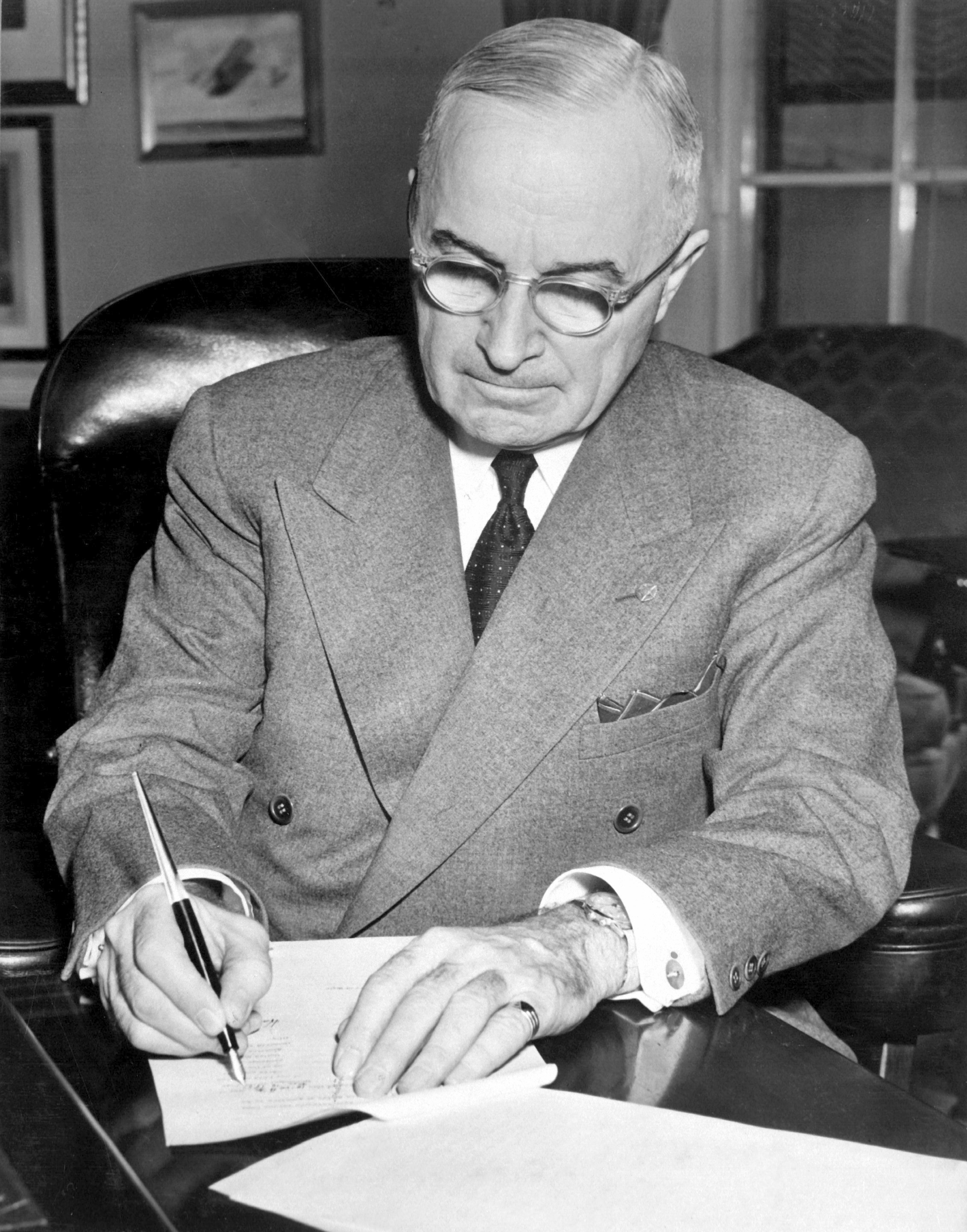
O presidente Truman assina uma proclamação declarando emergência nacional e autorizando a entrada dos EUA na Guerra da Coreia

Em 25 de junho de 1950, o exército norte-coreano comandado por Kim Il-sung invadiu a Coreia do Sul, dando início à Guerra da Coreia. Nas primeiras semanas da guerra, os norte-coreanos repeliram facilmente os seus homólogos do sul.  Truman apelou a um bloqueio naval da Coreia, apenas para descobrir que, devido a cortes orçamentais, a Marinha dos EUA não poderia impor tal medida. 
Truman prontamente pediu que as Nações Unidas interviessem; elas o fizeram, autorizando tropas sob a bandeira da ONU lideradas pelo general americano Douglas MacArthur. Truman decidiu que não precisava de autorização formal do Congresso, acreditando que a maioria dos legisladores apoiava sua posição; isso voltaria a assombrá-lo mais tarde, quando o conflito estagnado foi apelidado de "Guerra do Sr. Truman" pelos legisladores.  Rockoff escreve que "o presidente Truman respondeu rapidamente à invasão de junho autorizando o uso de tropas dos EUA e ordenando ataques aéreos e um bloqueio naval. Ele não buscou, no entanto, uma declaração de guerra, ou apelou para a mobilização total, em parte porque tais ações poderiam ter sido mal interpretadas pela Rússia e pela China. Em vez disso, em 19 de julho, ele apelou para a mobilização parcial e pediu ao Congresso uma verba de US$ 10 bilhões para a guerra."  Cohen escreve que: "Todos os conselheiros de Truman viram os eventos na Coreia como um teste da vontade americana de resistir às tentativas soviéticas de expandir seu poder e seu sistema. Os Estados Unidos ordenaram navios de guerra para o Estreito de Taiwan para impedir que as forças de Mao invadissem Taiwan e eliminassem os remanescentes do exército de Chiang Kai-shek lá." 
Entretanto, em 3 de julho de 1950, Truman deu ao líder da maioria no Senado, Scott W. Lucas, um projeto de resolução intitulado "Resolução Conjunta Expressando Aprovação da Ação Tomada na Coreia". Lucas declarou que o Congresso apoiava o uso da força, que a resolução formal seria aprovada, mas era desnecessária, e que o consenso no Congresso era concordar. Truman respondeu que não queria "parecer estar a tentar contornar o Congresso e a usar poderes extraconstitucionais", e acrescentou que "cabia ao Congresso decidir se tal resolução deveria ser introduzida". 
Em Agosto de 1950, as tropas norte-americanas que chegaram à Coreia do Sul sob os auspícios da ONU conseguiram estabilizar a situação.  Respondendo às críticas sobre a prontidão, Truman demitiu seu secretário de defesa, Louis A. Johnson, substituindo-o pelo general aposentado Marshall. Com a aprovação da ONU, Truman decidiu por uma política de “retrocesso” — a libertação da Coreia do Norte.  As forças da ONU lideradas pelo General Douglas MacArthur lideraram o contra-ataque, obtendo uma vitória surpreendente com um desembarque anfíbio na Batalha de Inchon, que quase encurralou os invasores. As forças da ONU marcharam para norte, em direção à fronteira do Rio Yalu com a China, com o objetivo de reunificar a Coreia sob os auspícios da ONU. 
A China surpreendeu as forças da ONU com uma invasão em larga escala em novembro. As forças da ONU foram forçadas a recuar abaixo do paralelo 38 e depois recuperaram.  No início de 1951, a guerra se tornou um impasse feroz perto do paralelo 38, onde havia começado. Truman rejeitou o pedido de MacArthur para atacar as bases de suprimentos chinesas ao norte de Yalu, mas MacArthur promoveu seu plano ao líder republicano da Câmara, Joseph Martin, que o vazou para a imprensa. Truman estava seriamente preocupado que uma maior escalada da guerra pudesse levar a um conflito aberto com a União Soviética, que já estava fornecendo armas e aviões de guerra (com marcações coreanas e tripulação soviética). Portanto, em 11 de abril de 1951, Truman demitiu MacArthur de seus comandos. 

Eu o demiti [MacArthur] porque ele não respeitava a autoridade do presidente... Não o demiti porque ele era um filho da puta burro, embora fosse, mas isso não é contra a lei para generais. Se assim fosse, metade a três quartos deles estariam na prisão.

—Truman para o biógrafo Merle Miller, 1972, citado postumamente na Time, 1973
A demissão do General Douglas MacArthur foi uma das decisões politicamente menos populares da história presidencial. Os índices de aprovação de Truman despencaram e ele enfrentou pedidos de impeachment, entre outros, do senador Robert A. Taft .  Críticas ferozes de praticamente todos os lados acusaram Truman de se recusar a assumir a culpa por uma guerra que deu errado e, em vez disso, culpar seus generais. Outros, incluindo Eleanor Roosevelt e todos os Chefes do Estado-Maior Conjunto, apoiaram publicamente a decisão de Truman. Entretanto, MacArthur regressou aos Estados Unidos e foi recebido como um herói, tendo discursado numa sessão conjunta do Congresso, num discurso que o presidente apelidou de "um monte de tretas". 
Truman e os seus generais consideraram a utilização de armas nucleares contra o exército chinês, mas acabaram por optar por não escalar a guerra para um nível nuclear.  A guerra permaneceu em um impasse frustrante por dois anos, com mais de 30.000 americanos mortos, até que um armistício encerrou os combates em 1953.
Em fevereiro de 1952, a taxa de aprovação de Truman era de 22 por cento, de acordo com as pesquisas Gallup, o que representa a menor taxa de aprovação de todos os tempos para um presidente dos EUA em exercício, embora tenha sido igualada por Richard Nixon em 1974.  

#### Defesa mundial

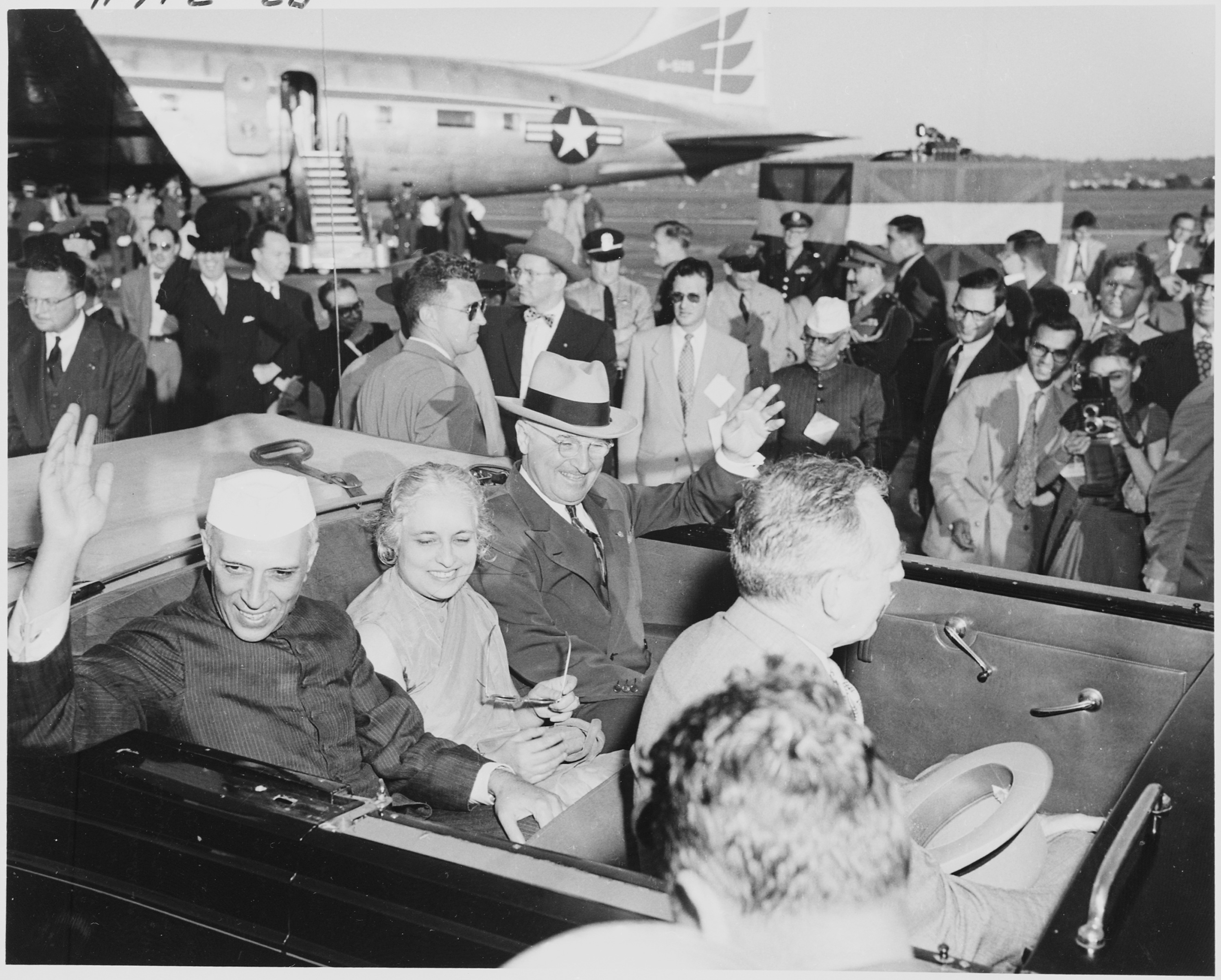
Truman e o primeiro-ministro indiano Jawaharlal Nehru durante a visita de Nehru aos Estados Unidos, outubro de 1949

A escalada da Guerra Fria foi destacada pela aprovação de Truman do NSC 68, uma declaração secreta de política externa. Ele pedia a triplicação do orçamento de defesa e a globalização e militarização da política de contenção, por meio da qual os Estados Unidos e seus aliados da OTAN responderiam militarmente à expansão soviética. O documento foi redigido por Paul Nitze, que consultou autoridades de Estado e de Defesa e foi formalmente aprovado pelo presidente Truman como a estratégia nacional oficial após o início da guerra na Coreia. Ele pedia mobilização parcial da economia dos EUA para construir armamentos mais rápido que os soviéticos. O plano previa o fortalecimento da Europa, o enfraquecimento da União Soviética e a construção dos Estados Unidos, tanto militar como economicamente. 

Truman e o Xá do Irã Mohammad Reza Pahlavi falando no Aeroporto Nacional de Washington, durante as cerimônias de boas-vindas aos Estados Unidos

Truman foi um forte defensor da Organização do Tratado do Atlântico Norte (OTAN), que estabeleceu uma aliança militar formal em tempos de paz com o Canadá e as nações europeias democráticas do Bloco Ocidental após a Segunda Guerra Mundial. O tratado que o estabeleceu foi amplamente popular e facilmente aprovado pelo Senado em 1949; Truman nomeou o General Dwight D. Eisenhower como comandante. Os objetivos da OTAN eram conter a expansão soviética na Europa e enviar uma mensagem clara aos líderes comunistas de que as democracias do mundo estavam dispostas e eram capazes de construir novas estruturas de segurança em apoio aos ideais democráticos. Os Estados Unidos, a Grã-Bretanha, a França, a Itália, os Países Baixos, a Bélgica, o Luxemburgo, a Noruega, a Dinamarca, Portugal, a Islândia e o Canadá foram os signatários originais do tratado. A aliança resultou no estabelecimento de uma aliança semelhante pelos soviéticos, chamada Pacto de Varsóvia.  
O General Marshall foi o principal conselheiro de Truman em questões de política externa, influenciando decisões como a escolha dos EUA de não oferecer ajuda militar direta a Chiang Kai-shek e suas forças nacionalistas chinesas na Guerra Civil Chinesa contra seus oponentes comunistas. A opinião de Marshall era contrária ao conselho de quase todos os outros conselheiros de Truman; Marshall pensava que apoiar as forças de Chiang drenaria os recursos dos EUA necessários para que a Europa dissuadisse os soviéticos.  Quando os comunistas tomaram o controlo do continente, estabelecendo a República Popular da China e expulsando os nacionalistas para Taiwan, Truman estaria disposto a manter alguma relação entre os Estados Unidos e o novo governo, mas Mao não estava disposto.  Truman anunciou em 5 de janeiro de 1950 que os Estados Unidos não se envolveriam em nenhuma disputa envolvendo o Estreito de Taiwan e que não interviria no caso de um ataque da República Popular da China. 
Em 27 de junho de 1950, após o início dos combates na Coreia, Truman ordenou que a Sétima Frota da Marinha dos EUA entrasse no Estreito de Taiwan para evitar novos conflitos entre o governo comunista na China continental e a República da China (ROC) em Taiwan.  
Truman geralmente trabalhava bem com sua equipe de alto escalão – as exceções foram Israel em 1948 e a Espanha em 1945-1950. Truman foi um forte oponente de Francisco Franco, o ditador de direita da Espanha. Ele retirou o embaixador americano (mas as relações diplomáticas não foram formalmente rompidas), manteve a Espanha fora da ONU e rejeitou qualquer ajuda financeira do Plano Marshall à Espanha. Entretanto, à medida que a Guerra Fria avançava, o apoio à Espanha era forte no Congresso, no Pentágono, na comunidade empresarial e em outros elementos influentes, especialmente católicos e produtores de algodão. 
A oposição liberal à Espanha desapareceu depois que o grupo Wallace rompeu com o Partido Democrata em 1948; o CIO tornou-se passivo em relação à questão. À medida que o Secretário de Estado Acheson aumentava a pressão sobre Truman, o presidente permaneceu sozinho em sua administração, já que seus principais indicados queriam normalizar as relações. Quando a China entrou na Guerra da Coreia e empurrou as forças americanas para trás, o argumento a favor de aliados se tornou irresistível. Admitindo que foi “rejeitado e desgastado”, Truman cedeu, enviou um embaixador e disponibilizou empréstimos. 

#### Espionagem soviética e Macarthismo

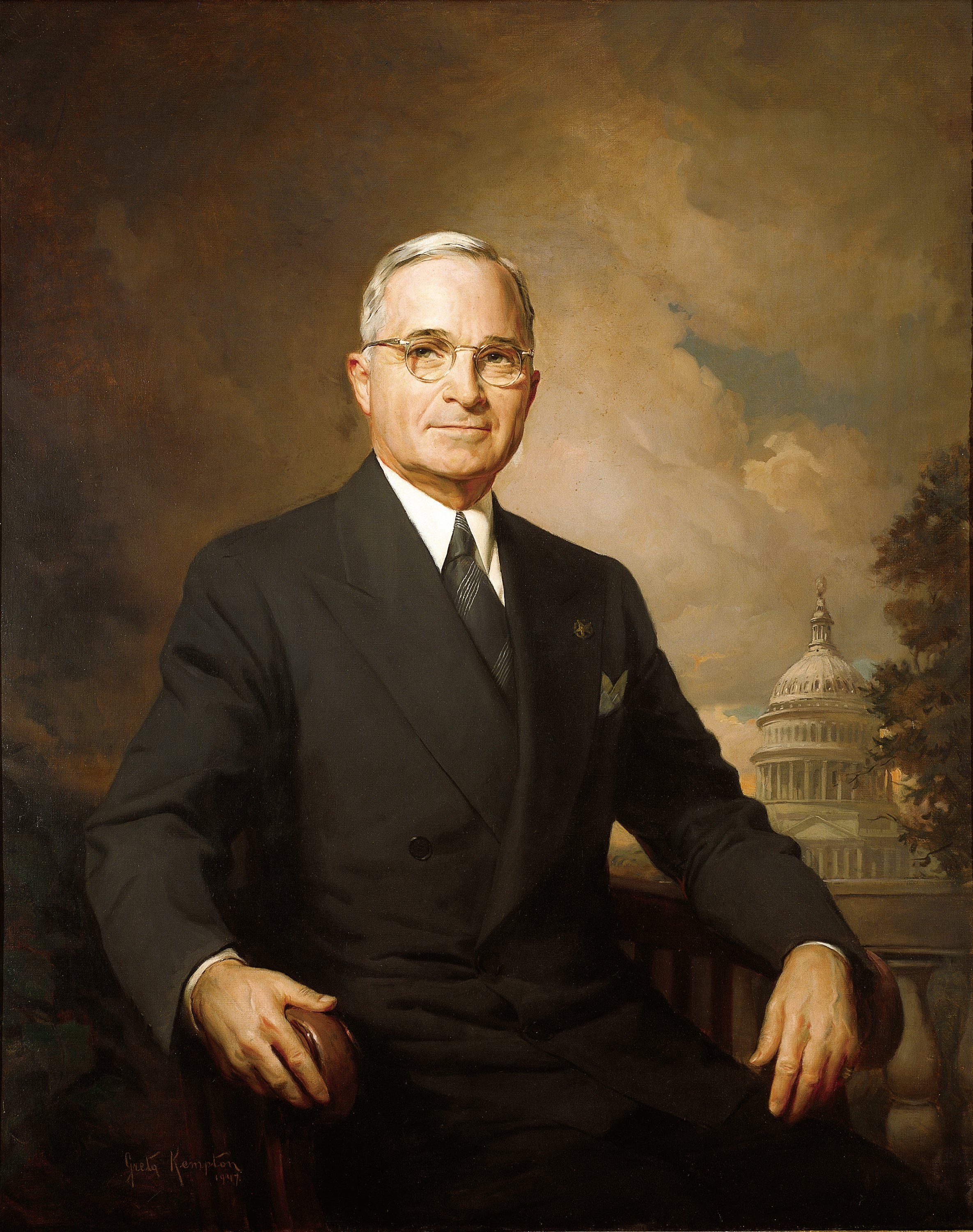
Retrato oficial do presidente Truman por Greta Kempton, c. 1945

Em agosto de 1948, Whittaker Chambers, um ex-espião dos soviéticos e editor sênior da revista Time, testemunhou perante o Comitê de Atividades Antiamericanas da Câmara (HUAC). Ele disse que uma rede comunista clandestina havia trabalhado dentro do governo dos EUA durante a década de 1930, da qual Chambers era membro, junto com Alger Hiss, até recentemente um alto funcionário do Departamento de Estado. Chambers não alegou nenhuma espionagem durante a presidência de Truman. Embora Hiss tenha negado as acusações, ele foi condenado em janeiro de 1950 por perjúrio por negar sob juramento.
O sucesso da União Soviética em explodir uma arma atómica em 1949 e a queda dos nacionalistas chineses no mesmo ano levaram muitos americanos a concluir que a subversão por espiões soviéticos era responsável e a exigir que os comunistas fossem erradicados do governo e de outros locais de influência.   Na esperança de conter esses medos, Truman iniciou um "programa de lealdade" com a Ordem Executiva 9835 em 1947.  No entanto, Truman meteu-se em problemas maiores quando chamou ao julgamento de Hiss uma "pista falsa".   O senador de Wisconsin Joseph McCarthy acusou o Departamento de Estado de abrigar comunistas e levou a controvérsia à fama política,  levando ao Segundo Pânico Vermelho,  também conhecido como Macarthismo. As acusações sufocantes de McCarthy dificultaram que se falasse contra ele. Isto levou Truman a chamar McCarthy de "o maior trunfo do Kremlin " ao "torpedear a política externa bipartidária dos Estados Unidos". 
As acusações de que agentes soviéticos se infiltraram no governo foram acreditadas por 78 por cento da população em 1946 e tornou-se uma questão importante da campanha de Eisenhower em 1952.  Truman estava relutante em assumir uma posição mais radical, porque achava que isso poderia ameaçar as liberdades civis e aumentar uma potencial histeria. Ao mesmo tempo, sentiu pressão política para indicar uma forte segurança nacional.  Não está claro até que ponto o Presidente Truman foi informado das interceptações de Venona, que descobriram evidências generalizadas de espionagem soviética no projeto da bomba atômica e posteriormente.   Truman continuou seu próprio programa de lealdade por algum tempo, embora acreditasse que a questão da espionagem comunista era exagerada.  Em 1949, Truman descreveu os líderes comunistas americanos, que a sua administração estava a processar, como "traidores".  Truman declararia mais tarde, em conversas privadas com amigos, que a criação de um programa de fidelidade tinha sido um erro "terrível". 
Em 1950, Truman vetou a Lei de Segurança Interna McCarran, que foi aprovada pelo Congresso logo após o início da Guerra da Coreia e tinha como objetivo controlar os comunistas na América.  Truman chamou a Lei de "o maior perigo para a liberdade de expressão, imprensa e reunião desde as Leis de Estrangeiros e Sedição de 1798", uma "zombaria da Declaração de Direitos" e um "longo passo em direção ao totalitarismo".   O seu veto foi imediatamente anulado pelo Congresso e a lei tornou-se lei.  Em meados da década de 1960, partes da Lei foram consideradas inconstitucionais pelo Supremo Tribunal dos Estados Unidos.  

#### Blair House e tentativa de assassinato

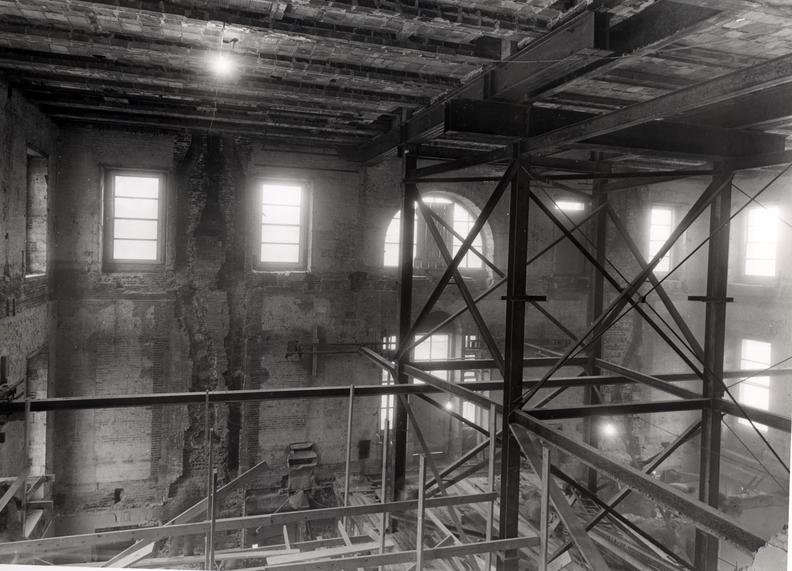
Vista do interior da Casa Branca durante a reforma em 1950

Em 1948, Truman ordenou uma adição ao exterior da Casa Branca: uma sacada no segundo andar no pórtico sul, que veio a ser conhecida como Varanda Truman. A adição foi impopular. Alguns disseram que isso estragou a aparência da fachada sul, mas deu à Primeira Família mais espaço para viver.    Enquanto isso, a deterioração estrutural e um colapso quase iminente da Casa Branca levaram a uma ampla desmontagem e reconstrução do interior do edifício de 1949 a 1952. Investigações arquitetônicas e de engenharia realizadas em 1948 consideraram o local inseguro para ocupação. Truman, sua família e toda a equipe da residência foram transferidos para o outro lado da rua, na Blair House, durante as reformas. Como a nova Ala Oeste, incluindo o Salão Oval, permaneceu aberta, Truman caminhava para o trabalho e voltava do outro lado da rua todas as manhãs e tardes. 
Em 1º de novembro de 1950, os nacionalistas porto-riquenhos Griselio Torresola e Oscar Collazo tentaram assassinar Truman na Blair House. Na rua em frente à residência, Torresola feriu mortalmente um policial da Casa Branca, Leslie Coffelt. Antes de morrer, o policial atirou e matou Torresola. Collazo ficou ferido e foi detido antes de entrar na casa. Ele foi considerado culpado de assassinato e sentenciado à morte em 1952. Truman comutou sua sentença para prisão perpétua. Para tentar resolver a questão da independência de Porto Rico, Truman permitiu um plebiscito em Porto Rico em 1952 para determinar o status de seu relacionamento com os Estados Unidos. Quase 82 por cento das pessoas votaram a favor de uma nova constituição para o Estado Libre Asociado, um 'estado livre associado' continuado. 

#### Greves do aço e do carvão
Em resposta a um impasse trabalhista/administrativo decorrente de desentendimentos acirrados sobre controles de salários e preços, Truman instruiu seu Secretário de Comércio, Charles W. Sawyer, a assumir o controle de várias siderúrgicas do país em abril de 1952. Truman citou sua autoridade como comandante em chefe e a necessidade de manter um fornecimento ininterrupto de aço para munições para a guerra na Coreia. No entanto, a Suprema Corte considerou as ações de Truman inconstitucionais e reverteu a ordem em uma importante decisão de separação de poderes, Youngstown Sheet & Tube Co. v. Sawyer (1952). O 6–3 da decisão, que considerou que a afirmação de autoridade de Truman era muito vaga e não estava enraizada em nenhuma ação legislativa do Congresso, foi proferida por um tribunal composto inteiramente por juízes nomeados por Truman ou Roosevelt. A revogação da ordem de Truman pelo tribunal superior foi uma das derrotas notáveis da sua presidência. 

#### Escândalos e controvérsias

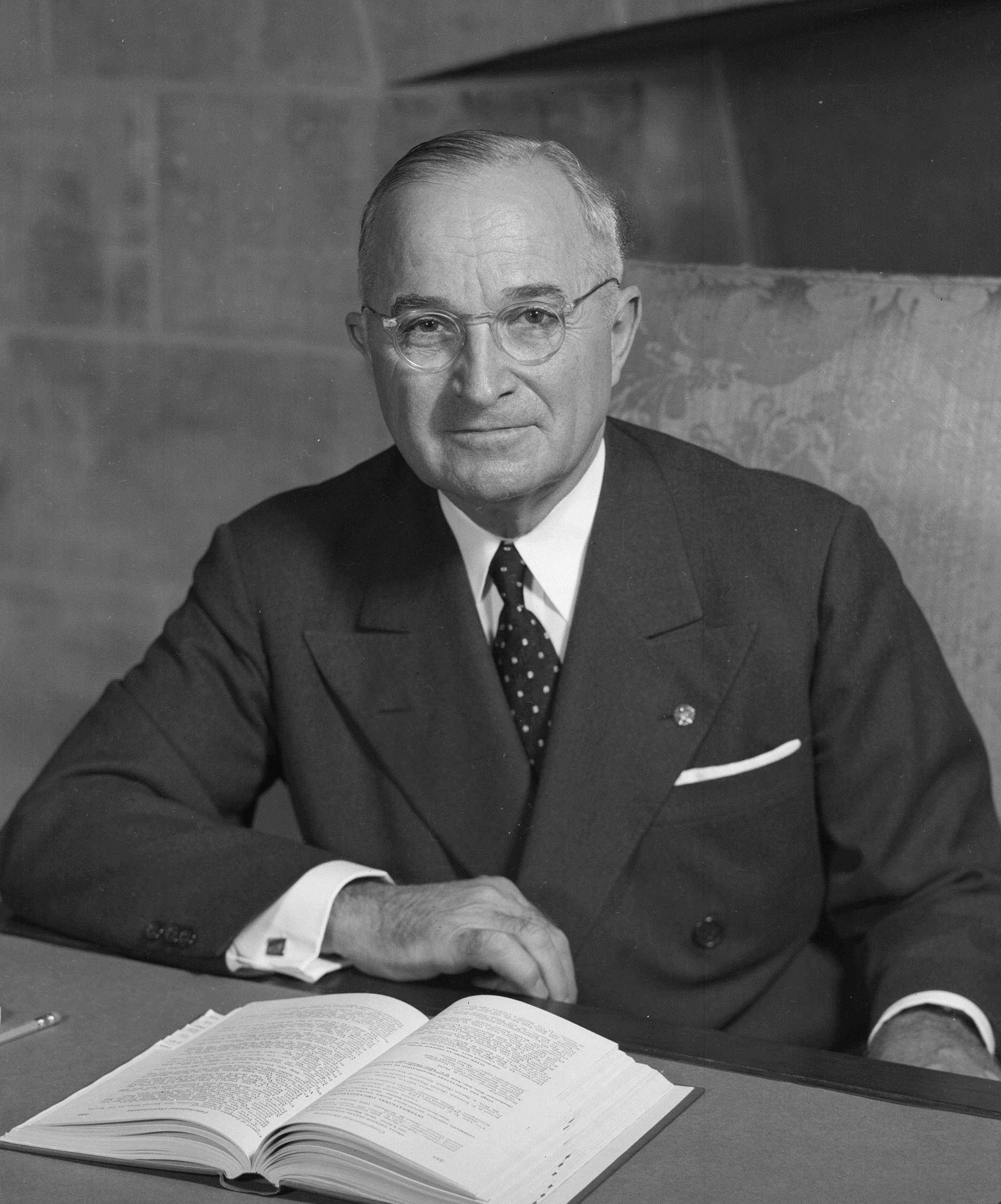
Truman em um retrato oficial

Em 1950, o Senado, liderado por Estes Kefauver, investigou inúmeras acusações de corrupção entre altos funcionários da administração, alguns dos quais haviam recebido casacos de pele e freezers em troca de favores. Um grande número de funcionários do Internal Revenue Bureau (hoje IRS) estavam aceitando subornos; 166 funcionários demitiram-se ou foram despedidos em 1950,  com muitos a enfrentarem rapidamente acusações. Quando o procurador-geral J. Howard McGrath demitiu o procurador especial no início de 1952 por ser muito zeloso, Truman demitiu McGrath.  Truman apresentou um plano de reorganização para reformar o IRB; o Congresso aprovou, mas a corrupção foi uma questão importante na eleição presidencial de 1952.  

Em 6 de dezembro de 1950, o crítico musical do Washington Post, Paul Hume, escreveu uma resenha crítica de um concerto da filha do presidente, Margaret Truman:
Senhorita Truman é um fenômeno americano único, com uma voz agradável, de tamanho pequeno e qualidade razoável... [ela] não consegue cantar muito bem... fica monótona na maior parte do tempo - mais ontem à noite do que em qualquer outro momento em que a ouvimos nos últimos anos ... não melhorou nos anos em que a ouvimos ... [e] ainda não consegue cantar com nada que se aproxime do acabamento profissional.
Truman escreveu uma resposta mordaz:
Acabei de ler sua péssima crítica sobre o show de Margaret. Cheguei à conclusão de que você é um 'homem com oito úlceras e salário de quatro úlceras'. Parece-me que você é um velho frustrado que gostaria de ter tido sucesso. Quando você escreve uma bobagem como a que estava no verso do jornal para o qual trabalha, isso mostra conclusivamente que você está fora do controle e que pelo menos quatro de suas úlceras estão em ação. Algum dia espero conhecer você. Quando isso acontecer, você precisará de um nariz novo, muito bife para olhos roxos e talvez um torcedor abaixo! Pegler, um atirador de sarjeta, é um cavalheiro ao seu lado. Espero que você aceite essa afirmação como um insulto pior do que uma reflexão sobre sua ancestralidade.
Truman foi criticado por muitos pela carta. No entanto, ele ressaltou que o escreveu como um pai amoroso e não como presidente.   
Em 1951, William M. Boyle, amigo de longa data de Truman e presidente do Comitê Nacional Democrata, foi forçado a renunciar após ser acusado de corrupção financeira. 

### Direitos civis
Um relatório de 1947 do governo Truman intitulado Para Garantir Esses Direitos apresentou uma agenda detalhada de dez pontos de reformas dos direitos civis. Falando sobre este relatório, os desenvolvimentos internacionais devem ser levados em consideração, pois com a aprovação da Carta da ONU em 1945, a questão de se o direito internacional dos direitos humanos poderia ser aplicável também em âmbito nacional tornou-se crucial nos Estados Unidos. Embora o relatório reconhecesse que tal caminho não estava isento de controvérsia nos Estados Unidos da década de 1940, levantou, no entanto, a possibilidade de a Carta da ONU ser usada como uma ferramenta legal para combater a discriminação racial nos Estados Unidos. 
Em Fevereiro de 1948, o presidente apresentou ao Congresso uma agenda de direitos civis que propunha a criação de vários gabinetes federais dedicados a questões como os direitos de voto e as práticas de emprego justas.  Isto provocou uma tempestade de críticas dos democratas do sul na preparação para a convenção nacional de nomeação, mas Truman recusou-se a chegar a um acordo, dizendo: "Os meus antepassados eram confederados... mas o meu estômago revirou-se quando soube que soldados negros, acabados de regressar do estrangeiro, estavam a ser atirados para fora de camiões do Exército no Mississipi e espancados." 
Os relatos de abuso, violência e perseguição sofridos por muitos veteranos afro-americanos após seu retorno da Segunda Guerra Mundial enfureceram Truman e foram fatores importantes em sua decisão de emitir a Ordem Executiva 9981, em julho de 1948, exigindo igualdade de oportunidades nas forças armadas.  No início da década de 1950, após vários anos de planeamento, recomendações e revisões entre Truman, o Comitê para a Igualdade de Tratamento e Oportunidades e os vários ramos das forças armadas, os serviços tornaram-se racialmente integrados.  Mais tarde, Truman nomeou pessoas que se alinharam à sua agenda de direitos civis. Ele nomeou o colega coronel e ícone dos direitos civis Blake R. Van Leer para o conselho da Academia Naval dos Estados Unidos e da UNESCO, cujo foco era trabalhar contra o racismo por meio de declarações influentes sobre raça.   Truman fez um movimento histórico em 1949, quando nomeou William H. Hastie para o Tribunal de Apelações, o primeiro juiz federal afro-americano nos Estados Unidos. 
A Ordem Executiva 9980, também de 1948, tornou ilegal a discriminação contra pessoas que se candidatavam a cargos no serviço público com base na raça. Um terceiro, em 1951, criou o Comitê de Conformidade com os Contratos Governamentais, que garantiu que os contratantes de defesa não discriminassem com base na raça.  

### Política externa
De 1947 a 1989, os assuntos mundiais foram dominados pela Guerra Fria, na qual os EUA e seus aliados enfrentaram a União Soviética e seus aliados. Não houve combates em grande escala, mas sim várias guerras civis locais, bem como a ameaça constante de uma guerra nuclear catastrófica.  
Ao contrário de Roosevelt, Truman desconfiava de Stalin e da União Soviética, e não tinha a mesma fé que Roosevelt na ONU para amenizar grandes tensões. No entanto, ele cooperou na divisão do controle sobre a Alemanha. Os esforços soviéticos para usar seu exército para controlar a política na Europa Oriental e no Irã irritaram Washington. A ruptura final ocorreu em 1947, quando o governo trabalhista de Londres já não tinha condições de ajudar a Grécia a combater o comunismo e pediu a Washington que assumisse a responsabilidade de reprimir a revolta comunista naquele país.   O resultado foi a Doutrina Truman de 1947-48, que tornou política nacional conter a expansão comunista. 
Truman foi apoiado pela grande maioria dos democratas, depois de ter forçado a saída da facção dde Henry Wallace que queria bons termos com Moscovo.  A política de Truman teve o forte apoio da maioria dos republicanos, que liderados pelo senador Arthur Vandenberg superaram os republicanos isolacionistas liderados pelo senador Robert A. Taft. 
Em 1948, Truman assinou o Plano Marshall, que forneceu à Europa Ocidental, incluindo a Alemanha, 13 bilhões de dólares em ajuda à reconstrução. Stalin vetou qualquer participação de nações do Leste Europeu. Um programa semelhante foi operado pelos Estados Unidos para restaurar a economia japonesa. Os EUA buscaram ativamente aliados, os quais subsidiaram com "ajuda externa" militar e econômica, bem como apoio diplomático. A principal iniciativa diplomática foi a criação da Organização do Tratado do Atlântico Norte (OTAN) em 1949, comprometendo os Estados Unidos com a defesa nuclear da Europa Ocidental. O resultado foi a paz na Europa, juntamente com o medo da invasão soviética e a dependência da protecção americana.  Os Estados Unidos operavam uma rede mundial de bases para o seu Exército, Marinha e Força Aérea, com grandes contingentes estacionados na Alemanha, Japão e Coreia do Sul.  Washington tinha uma comunidade de inteligência fraca antes de 1942, e os soviéticos tinham uma rede muito eficaz de espiões. A solução foi criar a Agência Central de Inteligência (CIA) em 1947.  A guerra económica e de propaganda contra o mundo comunista tornou-se parte da caixa de ferramentas americana. 
A política de contenção foi desenvolvida pelo funcionário do Departamento de Estado George Kennan em 1947.  Kennan caracterizou a União Soviética como uma potência agressiva e antiocidental que necessitava de contenção, uma caracterização que moldaria a política externa dos EUA nas décadas seguintes. A ideia de contenção era combater a agressão soviética com força onde quer que ocorresse, sem usar armas nucleares. A política de contenção criou um mundo bipolar de soma zero, onde os conflitos ideológicos entre a União Soviética e os Estados Unidos dominaram a geopolítica. Devido ao antagonismo de ambos os lados e à busca de segurança de cada país, desenvolveu-se uma tensa disputa mundial entre os dois estados, à medida que os governos das duas nações competiam pela supremacia global militar, cultural e política. 
A Guerra Fria foi caracterizada pela ausência de guerras globais quentes. Em vez disso, houve guerras por procuração, travadas por estados clientes e representantes dos Estados Unidos e da União Soviética. A mais importante foi a Guerra da Coreia (1950-1953), um impasse que drenou a base de apoio de Truman. Truman fez cinco viagens internacionais durante sua presidência. 

### Eleição de 1952

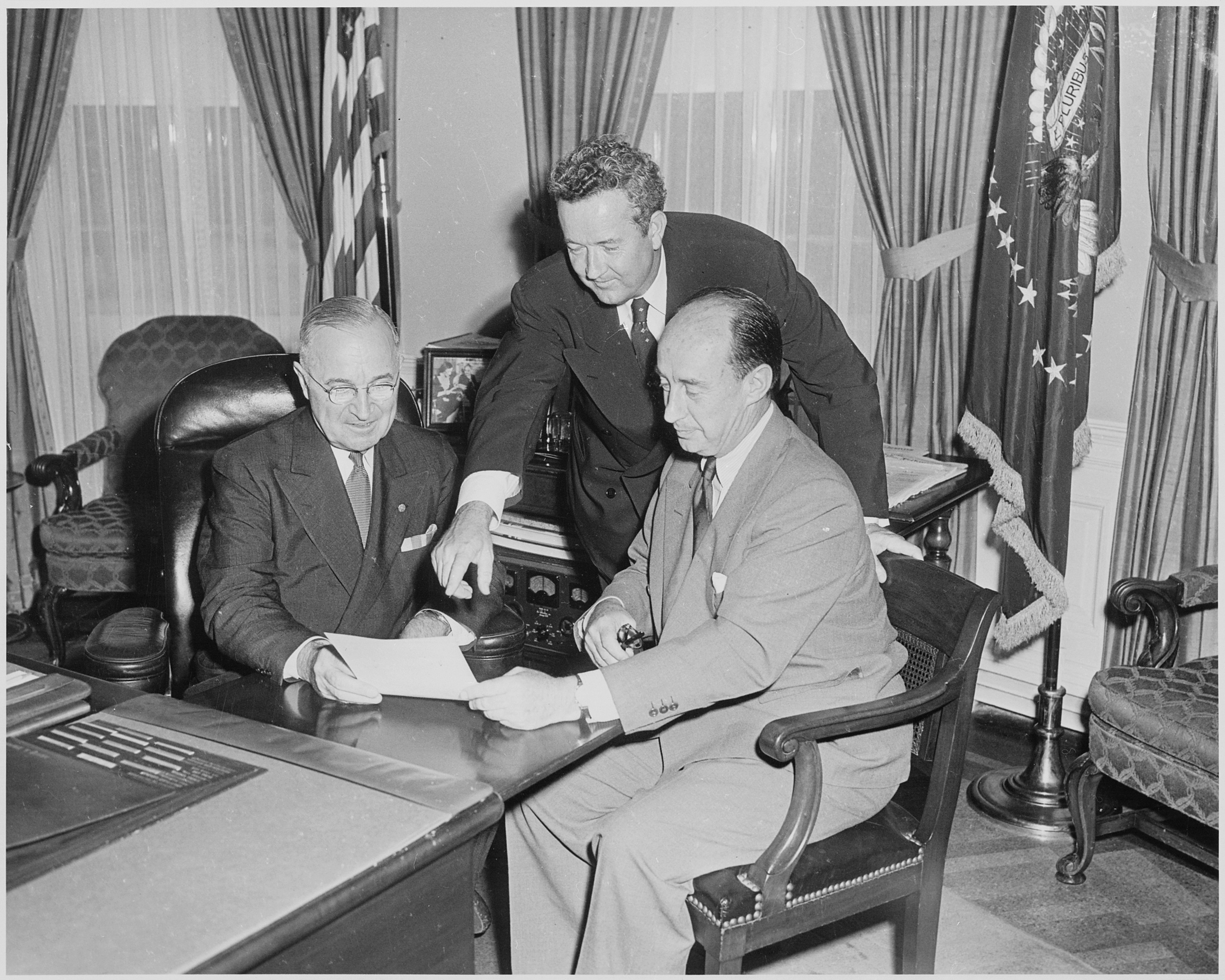
Presidente Truman; Senador doAlabama John J. Sparkman, candidato a vice-presidente; e Governador de Illinois Adlai Stevenson, candidato a presidente, no Salão Oval, 1952

Em 1951, os Estados Unidos ratificaram a 22ª Emenda, tornando um presidente inelegível para um terceiro mandato ou para um segundo mandato completo após cumprir mais de dois anos restantes do mandato de um presidente eleito anteriormente. A última cláusula não se aplicava à situação de Truman em 1952 devido a uma cláusula anterior que isentava o presidente em exercício. 

O presidente Truman conferenciou com o líder trabalhista Walter Reuther sobre política econômica no Salão Oval, 1952

Por isso, ele considerou seriamente concorrer a outro mandato em 1952 e deixou seu nome na cédula nas primárias de New Hampshire. No entanto, todos os seus conselheiros mais próximos, apontando para a sua idade, as suas fracas capacidades e o seu fraco desempenho nas sondagens, dissuadiram-no.  Na época das primárias de New Hampshire de 1952 (11 de março de 1952), nenhum candidato havia conquistado o apoio de Truman. Sua primeira escolha, o presidente do Supremo Tribunal Fred M. Vinson, recusou-se a concorrer. O governador de Illinois, Adlai Stevenson, também recusou Truman, o vice-presidente Barkley foi considerado muito velho,   e Truman desconfiava e não gostava do senador Kefauver, que havia se destacado por suas investigações sobre os escândalos do governo Truman.
Truman permitiu que seu nome fosse inscrito nas primárias de New Hampshire por seus apoiadores. O altamente impopular Truman foi facilmente derrotado por Kefauver; 18 dias depois, o presidente anunciou formalmente que não buscaria um segundo mandato completo. Truman finalmente conseguiu persuadir Stevenson a concorrer, e o governador obteve a nomeação na Convenção Nacional Democrata de 1952. 
Eisenhower ganhou a nomeação republicana, com o senador Nixon como seu companheiro de chapa, e fez campanha contra o que denunciou como fracassos de Truman: "Coreia, comunismo e corrupção". Ele prometeu limpar a "bagunça em Washington" e prometeu "ir para a Coreia".   Eisenhower derrotou Stevenson decisivamente nas eleições gerais, encerrando 20 anos de presidentes democratas. Embora Truman e Eisenhower tivessem tido bons termos anteriormente, Truman ficou irritado porque Eisenhower não denunciou Joseph McCarthy durante a campanha.  Da mesma forma, Eisenhower ficou indignado quando Truman acusou o antigo general de ignorar “forças sinistras... antissemitismo, anticatolicismo e anti-estrangeirismo" dentro do Partido Republicano. 

## Pós-presidência (1953–1972)

### Situação financeira

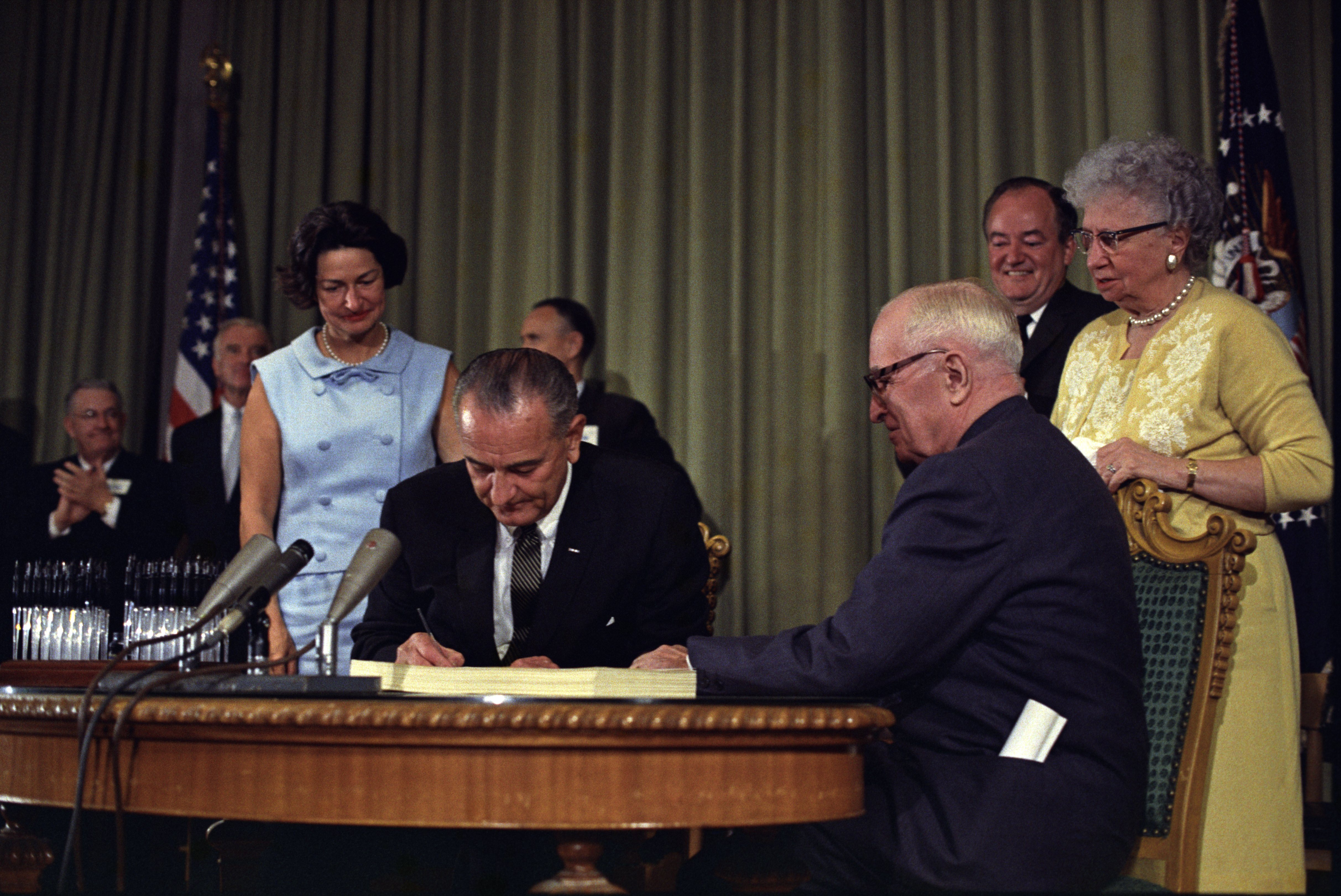
Truman e sua esposa Bess comparecem à assinatura do Projeto de Lei do Medicare em 30 de julho de 1965, pelo presidente Lyndon B. Johnson

Antes de ser eleito juiz do Condado de Jackson, Truman ganhava pouco dinheiro e estava endividado devido ao fracasso de sua loja de armarinhos. Sua eleição como senador em 1934 trouxe consigo um salário de US$ 10.000 (equivalente a US$ 228.000 em 2023), alto para a época, mas a necessidade de manter duas casas, uma delas na cara Washington, as despesas com a faculdade de Margaret Truman e as contribuições para o sustento de parentes necessitados deixaram os Trumans com pouco dinheiro extra. Ele provavelmente tinha cerca de US$ 7.500 (equivalente a US$ 127.000 em 2023) em dinheiro e títulos do governo quando nomeado para vice-presidente. 
As suas finanças foram transformadas pela sua ascensão à presidência, que lhe rendeu um salário de 75 000 dólares (equivalente a US$ 1.269.000 em 2023), que foi aumentado para US$ 100.000 (equivalente a US$ 1.281.000 em 2023) em 1949. Esse era um salário maior do que o de qualquer estrela da Major League Baseball, exceto Joe DiMaggio, que também ganhou US$ 100.000 em suas duas últimas temporadas (1950 e 1951). A partir de 1949, o presidente também recebeu uma doação de US$ 50.000 (equivalente a US$ 640.000 em 2023) subsídio de despesas, que inicialmente era isento de impostos e não precisava ser contabilizado. Embora o subsídio tenha se tornado tributável mais tarde em sua presidência, Truman nunca o declarou em sua declaração de imposto de renda e converteu parte dos fundos em dinheiro que ele mantinha no cofre da Casa Branca e, mais tarde, em um cofre em Kansas City. 
Ao deixar a presidência, Truman retornou a Independence, Missouri, para viver na casa de Wallace, que ele e Bess dividiram por anos com a mãe dela.  Numa biografia que contribuiu grandemente para o mito de que Truman estava perto da penúria depois de deixar a Casa Branca,  David McCullough afirmou que os Truman tinham pouca alternativa senão regressar a Independence, pois o seu único rendimento era a sua pensão do exército de 112,56 dólares por mês (equivalente a US$ 1.282 em 2023), e ele só conseguiu economizar uma quantia modesta de seu salário como presidente.  Em fevereiro de 1953, Truman assinou um contrato para publicar suas memórias e, em um rascunho de testamento datado de dezembro daquele ano, listou terras no valor de US$ 250.000 (equivalente a US$ 2.847.000 em 2023), títulos de capitalização do mesmo valor e dinheiro em espécie de $ 150.000 (equivalente a US$ 1.708.000 em 2023).  Ele escreveu: "Títulos, terras e dinheiro vêm todos das economias do salário presidencial e da conta de despesas gratuitas. Isso deve manter você e Margaret confortavelmente." 
A escrita das memórias foi uma luta para Truman, e ele passou por uma dúzia de colaboradores durante o projeto,  nem todos os quais o serviram bem,  mas ele permaneceu fortemente envolvido no resultado.  Pelas memórias, Truman recebeu um pagamento de $ 670.000 (equivalente a US$ 7.620.522 em 2023).  As memórias foram um sucesso comercial e de crítica.   Eles foram publicados em dois volumes: Memoirs by Harry S. Truman: Year of Decisions (1955) e Memoirs by Harry S. Truman: Years of Trial and Hope (1956).  
Ex-membros do Congresso e dos tribunais federais receberam um pacote de aposentadoria federal; o próprio presidente Truman garantiu que ex-servidores do poder executivo do governo recebessem apoio semelhante. Em 1953, no entanto, não havia tal pacote de benefícios para ex-presidentes, e as pensões do Congresso não foram aprovadas até 1946, depois de Truman ter deixado o Senado, pelo que não recebeu qualquer pensão pelo seu serviço no Senado.  Truman, nos bastidores, fez lobby por uma pensão, escrevendo aos líderes do Congresso que ele estava perto da penúria, mas pela venda de terras agrícolas da família, e em fevereiro de 1958, na primeira entrevista televisionada de um ex-presidente dos EUA que foi ao ar na CBS, Truman afirmou que "Se eu não tivesse herdado alguma propriedade que finalmente pagou as coisas, eu estaria em auxílio agora."  Naquele ano, o Congresso aprovou a Lei dos Ex-Presidentes, oferecendo uma pensão de US$ 25.000 (equivalente a $ 264.014 em 2023) uma pensão anual para cada ex-presidente, e é provável que a alegação de Truman de estar em dificuldades financeiras tenha desempenhado um papel na promulgação da lei.  O único outro ex-presidente vivo na época, Herbert Hoover, também recebeu a pensão, embora não precisasse do dinheiro; supostamente, ele fez isso para evitar constranger Truman. 
O patrimônio líquido de Truman melhorou ainda mais em 1958, quando ele e seus irmãos venderam a maior parte da fazenda da família para um incorporador imobiliário de Kansas City.  Quando atuava como juiz do condado, Truman tomou emprestado US$ 31.000 (equivalente a $ 353.030 em 2023) hipotecando a fazenda ao fundo escolar do condado, o que era legal na época.  Quando os republicanos controlaram o tribunal em 1940, eles executaram a hipoteca em um esforço para envergonhar Truman politicamente, e sua mãe e irmã Mary Jane tiveram que desocupar a casa.  Em 1945, Truman organizou um sindicato de apoiantes que compraram a quinta com o acordo de a venderem de volta aos Truman.  Harry e Vivian Truman compraram 87 acres em 1945, e Truman comprou outra parte em 1946.  Em janeiro de 1959, Truman calculou seu patrimônio líquido em US$ 1.046.788,86 (equivalente a US$ 10.941.000 em 2023), incluindo uma participação no time de futebol americano Los Angeles Rams. No entanto, os Truman sempre viveram modestamente em Independence e, quando Bess Truman morreu em 1982, quase uma década depois do marido, a casa foi considerada em más condições devido à manutenção adiada. 
Os documentos pessoais de Bess Truman foram tornados públicos em 2009,  incluindo registros financeiros e declarações de impostos. O mito de que Truman estava em circunstâncias difíceis após sua presidência demorou a se dissipar; Paul Campos escreveu em 2021: "A atual biografia de Truman na Wikipédia, com mais de 20.000 palavras, chega a afirmar que, como seus empreendimentos comerciais anteriores falharam, Truman deixou a Casa Branca 'sem economias pessoais'. Todos os aspectos dessa narrativa são falsos." 

### Biblioteca Truman e posições acadêmicas
O antecessor de Truman, Franklin D. Roosevelt, havia organizado sua própria biblioteca presidencial, mas nenhuma legislação havia sido promulgada para permitir que futuros presidentes fizessem algo semelhante. Truman trabalhou para angariar doações privadas para construir uma biblioteca presidencial, que doou ao governo federal para manter e operar — uma prática adoptada pelos seus sucessores. 
Ele testemunhou perante o Congresso que havia dinheiro destinado para copiar e organizar documentos presidenciais. Ele estava orgulhoso da aprovação do projeto de lei em 1957. Max Skidmore, em seu livro sobre a vida de ex-presidentes, escreveu que Truman era um homem muito lido, especialmente em história. Skidmore acrescentou que a legislação dos documentos presidenciais e a fundação da sua biblioteca "foram o culminar do seu interesse pela história. Juntos, constituem uma enorme contribuição para os Estados Unidos — uma das maiores de qualquer antigo presidente". 
Truman lecionou cursos ocasionais em universidades, incluindo Yale, onde foi professor visitante Chubb Fellow em 1958.  Em 1962, Truman foi professor visitante no Canisius College. 

### Política

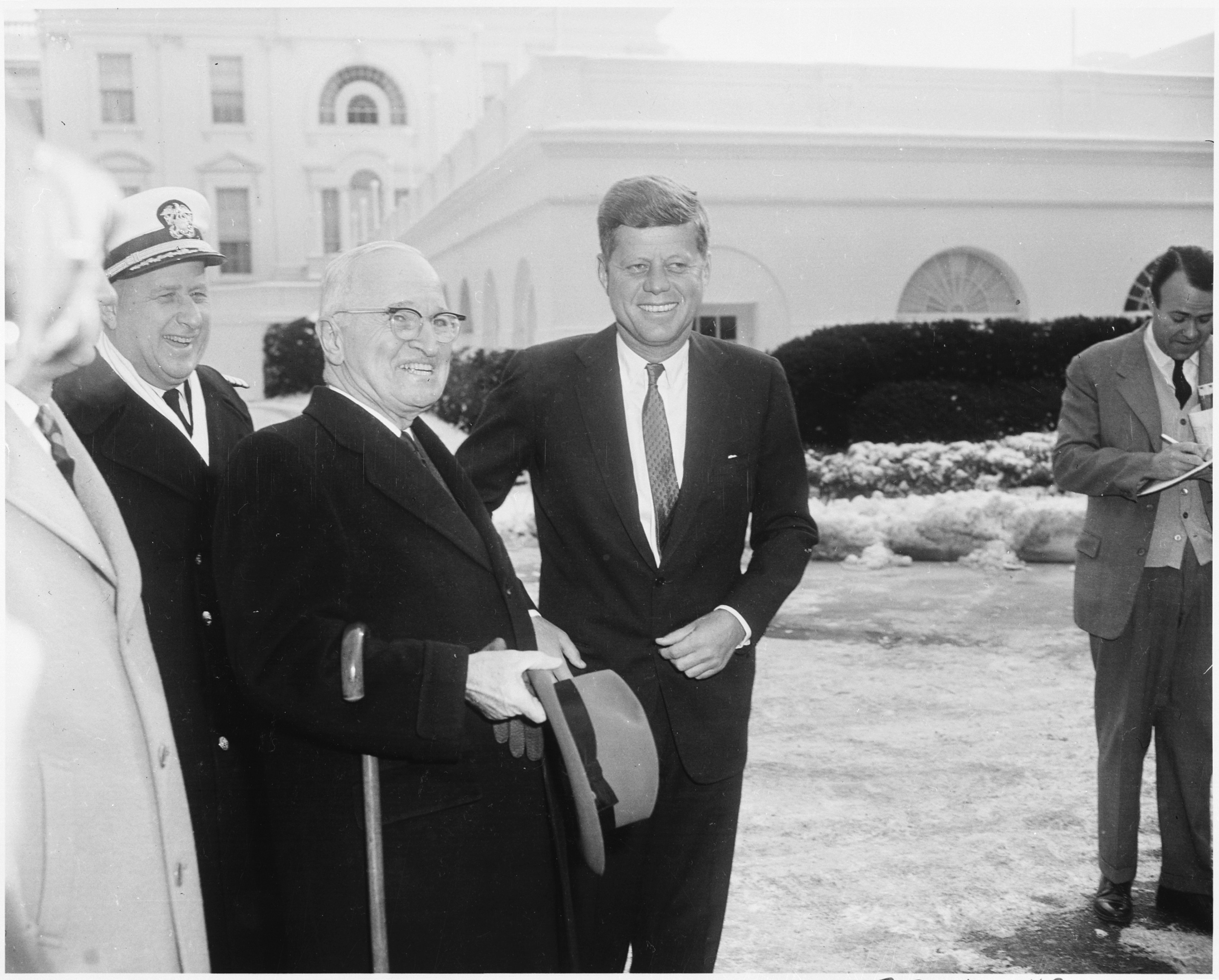
O ex-presidente Truman cumprimenta o presidente John F. Kennedy durante sua visita à Casa Branca em Washington DC

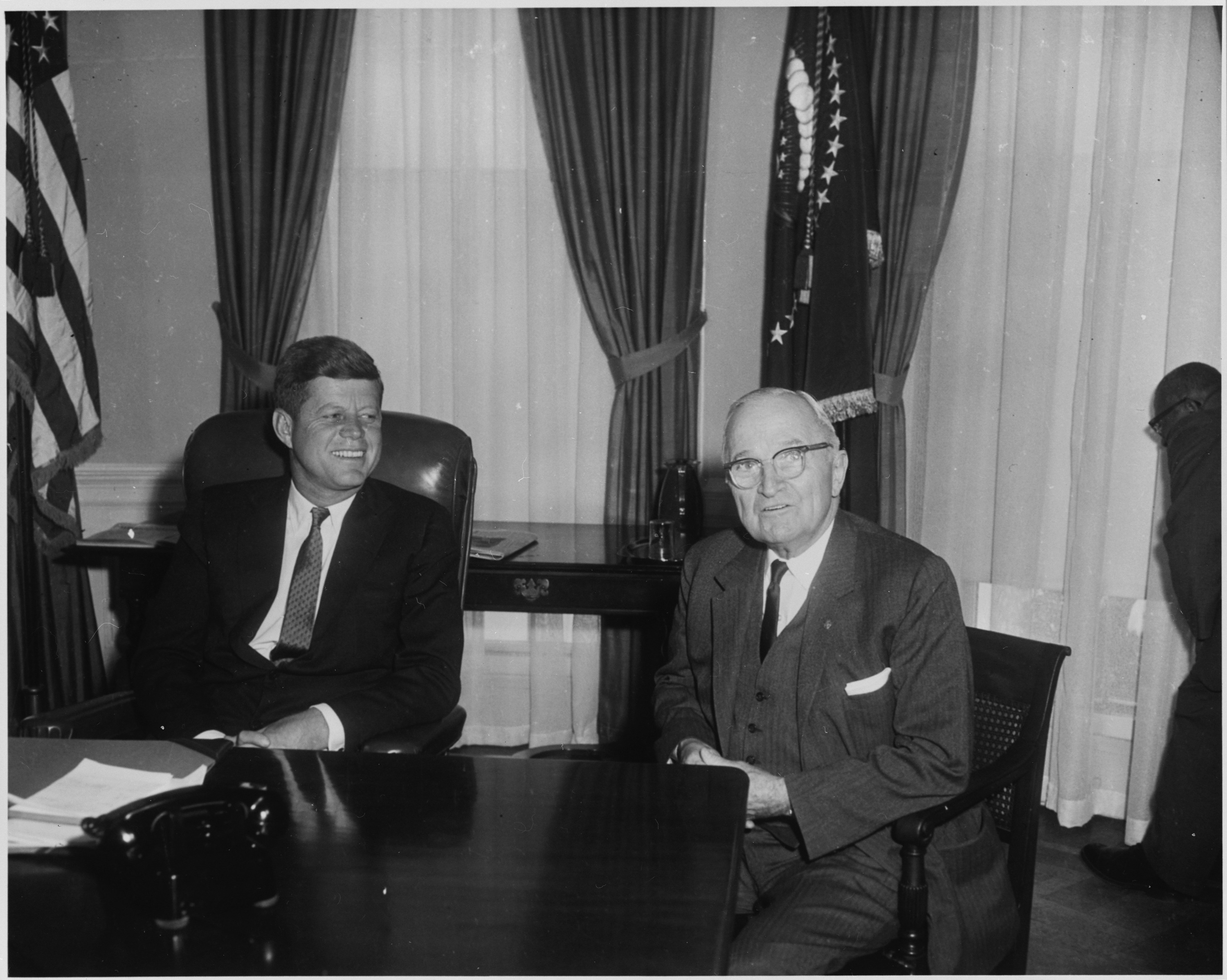
O ex-presidente Truman senta-se com o presidente John F. Kennedy no Salão Oval da Casa Branca

Truman apoiou a segunda candidatura de Adlai Stevenson à Casa Branca em 1956, embora inicialmente tivesse favorecido o governador democrata W. Averell Harriman, de Nova York.  Ele continuou a fazer campanha para candidatos democratas ao Senado durante muitos anos. 
Em 1960, Truman fez uma declaração pública anunciando que não compareceria à Convenção Democrata daquele ano, citando preocupações sobre a forma como os apoiadores de John F. Kennedy haviam obtido o controle do processo de nomeação e apelou a Kennedy para renunciar à nomeação naquele ano.  Kennedy respondeu com uma conferência de imprensa onde rejeitou categoricamente o conselho de Truman. 
Apesar de sua posição de apoio aos direitos civis durante sua presidência, Truman expressou críticas ao movimento pelos direitos civis durante a década de 1960. Em 1960, ele declarou que acreditava que o movimento de ocupação fazia parte de uma conspiração soviética.  A declaração de Truman gerou uma resposta de Martin Luther King Jr., que escreveu uma carta ao ex-presidente afirmando que estava "perplexo" com a acusação e exigiu um pedido público de desculpas.  Truman mais tarde criticaria King após a marcha de Selma em 1965, acreditando que o protesto era "tolo" e alegando que "não poderia realizar nada, exceto atrair atenção".  Em 1963, Truman expressou sua oposição ao casamento inter-racial, acreditando que as filhas de pessoas brancas nunca amariam alguém de cor oposta.  
Em 22 de dezembro de 1963, Truman publicou um artigo no The Washington Post intitulado "Limitar o papel da CIA à inteligência", onde ele disse que "por algum tempo eu tenho sido perturbado pela forma como a CIA foi desviada de sua atribuição original. Ela se tornou um braço operacional e às vezes de formulação de políticas do Governo" e que ele "nunca pensou que quando eu criasse a CIA ela seria injetada em operações secretas em tempos de paz". Concluiu que “há algo na forma como a CIA tem funcionado que está a lançar uma sombra sobre a nossa posição histórica e sinto que precisamos de corrigir isso”. 
Ao completar 80 anos em 1964, Truman foi homenageado em Washington e discursou no Senado, valendo-se de uma nova regra que permitia que ex-presidentes tivessem o privilégio de usar a palavra. 

### Medicare
Após uma queda em casa no final de 1964, a condição física de Truman piorou. Em 1965, o presidente Lyndon B. Johnson assinou o projeto de lei do Medicare na Biblioteca e Museu Presidencial Harry S. Truman e deu os dois primeiros cartões do Medicare a Truman e sua esposa Bess para homenagear a luta do ex-presidente por assistência médica governamental enquanto estava no cargo. 

## Morte

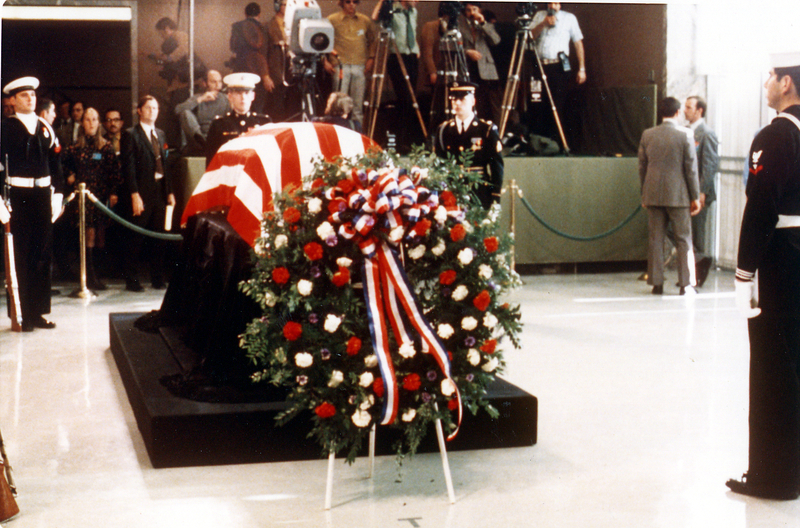
Coroa de flores no caixão de Truman, 27 de dezembro de 1972

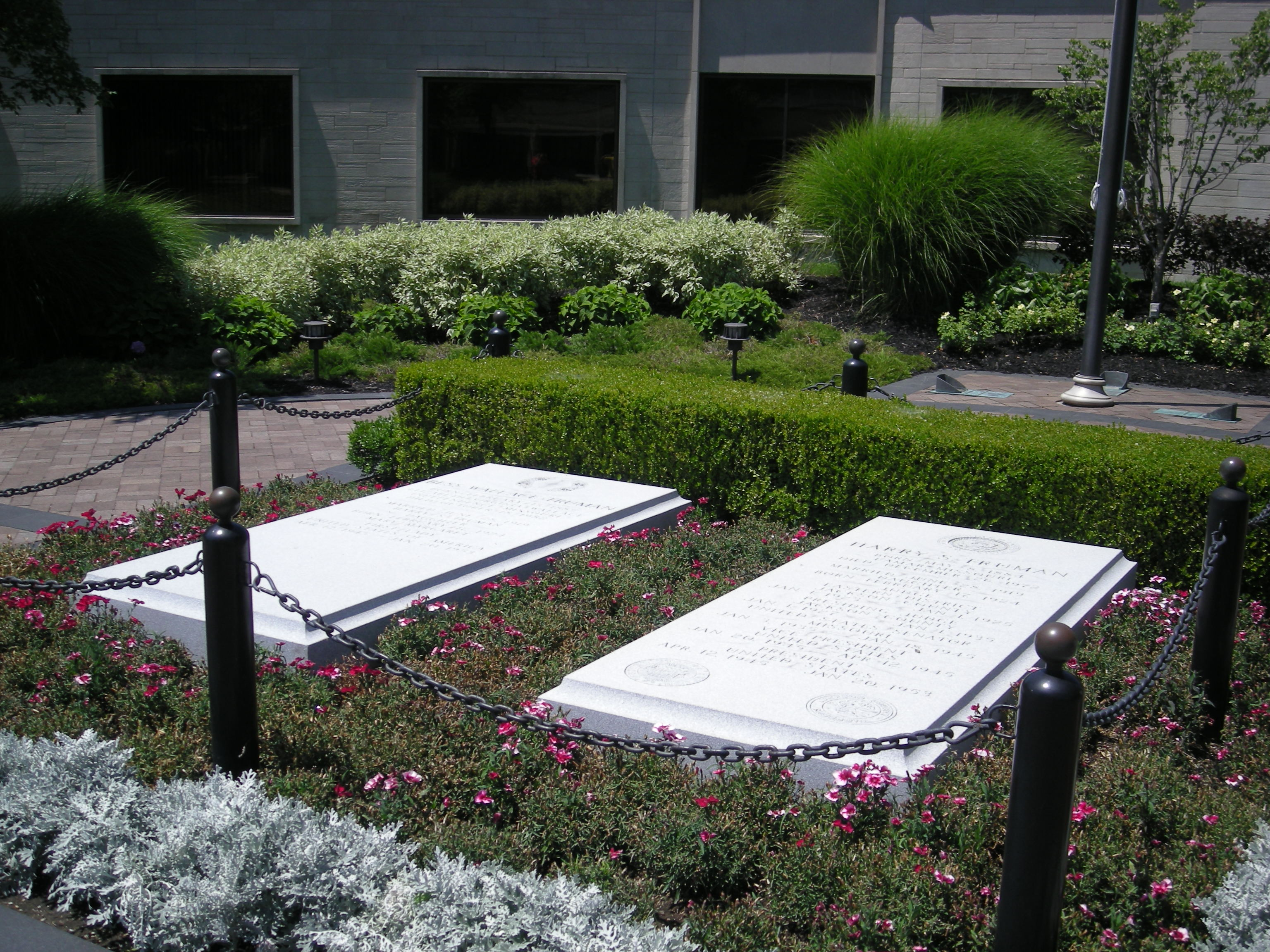
Túmulos de Harry S. Truman e Bess Truman em Independence, Missouri

Em 5 de dezembro de 1972, Truman foi internado no Hospital de Pesquisa e Centro Médico de Kansas City com pneumonia. Ele desenvolveu falência múltipla de órgãos, entrou em coma e morreu às 7h50min do dia 26 de dezembro, aos 88 anos. Na época de sua morte, Truman era o presidente vivo mais velho, uma distinção que ele manteve desde a morte de Herbert Hoover em 1964.  
Bess Truman optou por um simples serviço privado na biblioteca em vez de um funeral de estado em Washington. Uma semana após o funeral, dignitários estrangeiros e autoridades de Washington compareceram a um serviço memorial na Catedral Nacional de Washington. 
Bess Truman morreu em 1982 e foi enterrada ao lado do marido na Harry S. Truman Library and Museum em Independence, Missouri.  

## Homenagens e legado

### Legado

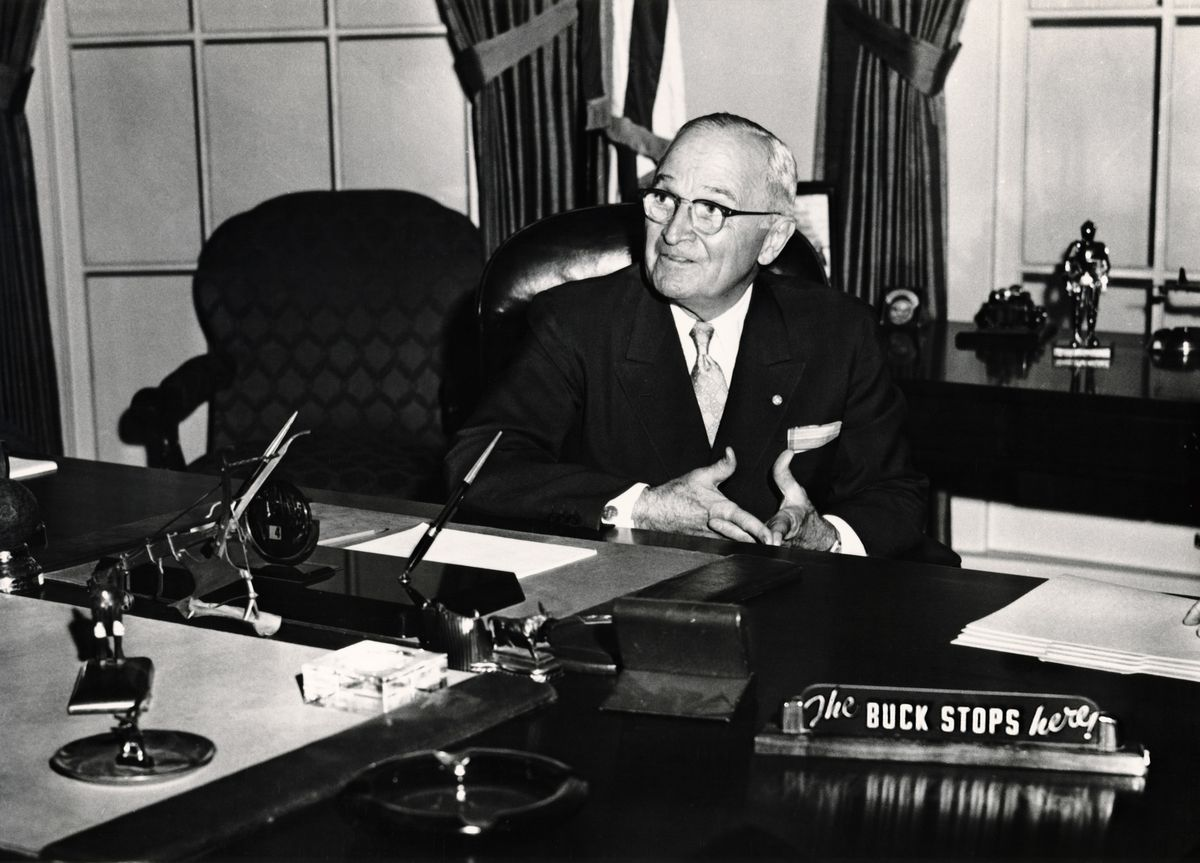
O ex-presidente Harry Truman com a placa "The Buck Stops Here" em uma recriação de sua mesa no Salão Oval

Quando deixou o cargo em 1953, Truman era um dos presidentes-executivos mais impopulares da história. Seu índice de aprovação de 22% na pesquisa Gallup de fevereiro de 1952 foi menor do que os 24% de Richard Nixon em agosto de 1974, mês em que Nixon renunciou. O sentimento público americano em relação a Truman foi ficando cada vez mais positivo com o passar dos anos; já em 1962, uma pesquisa com 75 historiadores conduzida por Arthur M. Schlesinger, Sr. classificou Truman entre os "quase grandes" presidentes. O período que se seguiu à sua morte consolidou uma reabilitação parcial do seu legado entre os historiadores e o público.  Truman morreu quando a nação estava consumida pelas crises do Vietnã e do caso Watergate, e sua morte trouxe uma nova onda de atenção para sua carreira política.  No início e meados da década de 1970, Truman conquistou a imaginação popular da mesma forma que em 1948, desta vez emergindo como uma espécie de herói popular político, um presidente que era considerado um exemplo de integridade e responsabilidade que muitos observadores sentiam que faltava na Casa Branca de Nixon. Esta reavaliação pública de Truman foi auxiliada pela popularidade de um livro de reminiscências que Truman contou ao jornalista Merle Miller a partir de 1961, com o acordo de que não seriam publicadas até depois da morte de Truman. 
Truman também teve seus críticos atuais. Após uma revisão das informações disponíveis para Truman sobre a presença de atividades de espionagem no governo dos EUA, o senador democrata Daniel Patrick Moynihan concluiu que Truman era "quase voluntariamente obtuso" em relação ao perigo do comunismo americano.  Em 2010, o historiador Alonzo Hamby concluiu que "Harry Truman continua sendo um presidente controverso".  No entanto, Truman se saiu bem em pesquisas que classificam os presidentes, sendo consistentemente listado entre os dez primeiros;  isso inclui uma pesquisa de 2022 do Siena College Research Institute, que o colocou em sétimo lugar. 

A queda da União Soviética em 1991 fez com que os defensores de Truman reivindicassem a justificação das decisões de Truman no período pós-guerra. De acordo com o biógrafo de Truman, Robert Dallek, "Sua contribuição para a vitória na Guerra Fria sem um conflito nuclear devastador o elevou à estatura de um grande ou quase grande presidente".  A publicação em 1992 da biografia favorável de Truman por David McCollough consolidou ainda mais a visão de Truman como um chefe executivo altamente considerado.  De acordo com o historiador Daniel R. McCoy em seu livro sobre a presidência de Truman:
O próprio Harry Truman deu uma impressão forte e nada incorreta de ser um líder duro, preocupado e direto. Ele era ocasionalmente vulgar, muitas vezes partidário e geralmente nacionalista... Em seus próprios termos, Truman pode ser visto como tendo evitado a chegada de uma terceira guerra mundial e preservado da opressão comunista muito do que ele chamava de mundo livre. No entanto, é evidente que ele falhou em grande parte na concretização do seu objetivo wilsoniano de garantir a paz perpétua, tornar o mundo seguro para a democracia e promover oportunidades para o desenvolvimento individual a nível internacional.

### Sítios e honrarias

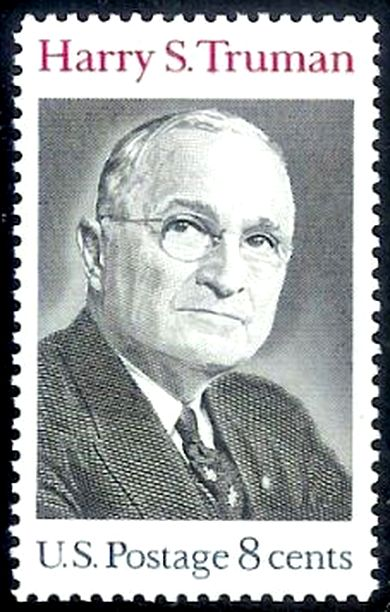
Selo emitido em 1973, após a morte de Truman — Truman foi homenageado em cinco selos postais dos EUA, emitidos de 1973 a 1999.

Em 1956, Truman viajou para a Europa com sua esposa. Na Grã-Bretanha, ele recebeu um título honorário em Direito Cívico pela Universidade de Oxford e se encontrou com Winston Churchill.  Em 1959, ele recebeu um prêmio de 50 anos dos maçons, reconhecendo seu envolvimento de longa data: ele foi iniciado em 9 de fevereiro de 1909 na Loja Maçônica Belton, no Missouri. Em 1911, ele ajudou a fundar a Grandview Lodge e serviu como seu primeiro Venerável Mestre. Em setembro de 1940, durante sua campanha de reeleição para o Senado, Truman foi eleito Grão-Mestre da Grande Loja do Missouri; Truman disse mais tarde que a eleição maçônica garantiu sua vitória na eleição geral. Em 1945, foi nomeado 33º Soberano Grande Inspetor Geral e Membro Honorário do Conselho Supremo da Sede da Jurisdição Sul da AASR em Washington DC   Truman também foi membro dos Filhos da Revolução Americana (SAR)  e membro titular dos Filhos dos Veteranos Confederados.  Dois dos seus parentes eram soldados confederados.  
Em 1975, a Bolsa Truman foi criada como um programa federal para homenagear estudantes universitários dos EUA que exemplificaram dedicação ao serviço público e liderança em políticas públicas. 
Em 1983, o Harry S. Truman State Office Building em Jefferson City foi concluído. 
Em 2004, a Bolsa Presidente Harry S. Truman em Ciência e Engenharia de Segurança Nacional foi criada como uma distinta nomeação de pós-doutorado de três anos nos Laboratórios Nacionais de Sandia.  Em 2001, a Universidade do Missouri criou a Escola de Assuntos Públicos Harry S. Truman para promover o estudo e a prática da governação.  Os programas atléticos do Missouri Tigers da Universidade do Missouri têm um mascote oficial chamado Truman, o Tigre. Em 1º de julho de 1996, a Northeast Missouri State University se tornou Truman State University — para marcar sua transformação de uma faculdade de professores em uma universidade de artes liberais altamente seletiva e para homenagear o único morador do Missouri a se tornar presidente. Uma instituição membro do City Colleges of Chicago, o Harry S. Truman College em Chicago, Illinois, recebeu esse nome em homenagem à sua dedicação às faculdades e universidades públicas. Em 2000, a sede do Departamento de Estado, construída na década de 1930, mas nunca oficialmente nomeada, foi dedicada como Edifício Harry S. Truman. 
Apesar da tentativa de Truman de restringir o braço de porta-aviões navais, o que levou à Revolta dos Almirantes de 1949,  um porta-aviões recebeu seu nome. O USS Harry S. Truman (CVN-75) foi batizado em 7 de setembro de 1996.  O 129º Regimento de Artilharia de Campanha é designado "Truman's Own" em reconhecimento ao serviço de Truman como comandante de sua Bateria D durante a Primeira Guerra Mundial. 
Em 1991, Truman foi introduzido no Hall dos Famosos do Missouri, e um busto de bronze representando-o está em exposição permanente na rotunda do Capitólio do Estado do Missouri. Em 2006, Thomas Daniel, neto dos Trumans, aceitou uma estrela na Calçada da Fama do Missouri para homenagear seu falecido avô. Em 2007, John Truman, um sobrinho, aceitou uma estrela para Bess Truman. A Calçada da Fama fica em Marshfield, Missouri, uma cidade que Truman visitou em 1948. 
Em 2004, os estudiosos de relações internacionais Rachel Kleinfeld e Matthew Spence fundaram o Projeto de Segurança Nacional Truman. Em 2013, eles lançaram o Centro Truman para Política Nacional. Ambas as organizações receberam o nome de Truman. 
Uma estátua de Harry S. Truman foi instalada no Capitólio dos EUA, em Washington, D.C., em 29 de setembro de 2022, como parte da Coleção do National Statuary Hall. 
No 70º aniversário do armistício da Guerra da Coreia, em 2023, a Coreia do Sul ergueu uma estátua de Truman em Dabu-dong, Gyeongsangbuk-do, para comemorar o envio de tropas dos EUA para defender o país. 
Outros sítios associados a Truman incluem:
- O Harry S. Truman National Historic Site inclui a Casa Wallace em 219 N. Delaware em Independence e a casa de fazenda da família em Grandview, Missouri (Truman vendeu a maior parte da fazenda para o desenvolvimento suburbano de Kansas City, incluindo o Truman Corners Shopping Center).
- O Harry S. Truman Birthplace State Historic Site é a casa onde Truman nasceu e passou 11 meses em Lamar, Missouri. [371]
- Harry S. Truman Presidential Library and Museum – A biblioteca presidencial em Independence, Missouri.
- Harry S. Truman Little White House – A escapadela de inverno de Truman em Key West, Flórida.

#### Biografias de Truman
- Burnes, Brian (2003). Harry S. Truman: His Life and Times. Kansas City, MO: Kansas City Star Books. ISBN 978-0-9740009-3-0
- Dallek, Robert (2008). Harry S. Truman. New York: Times Books. ISBN 978-0-8050-6938-9
- Daniels, Jonathan (1998). The Man of Independence. [S.l.]: University of Missouri Press. ISBN 0-8262-1190-9
- Donovan, Robert J. (1983). Tumultuous Years: 1949–1953. New York: W. W. Norton. ISBN 978-0-393-01619-2
- Ferrell, Robert H. (1994). Harry S. Truman: A Life. Columbia, MO: University of Missouri Press. ISBN 978-0-8262-1050-0
- Hamby, Alonzo L., ed. (1974). Harry S. Truman and the Fair Deal. Lexington, MA: D. C. Heath & Co. ISBN 978-0-669-87080-0
- Hamby, Alonzo L. (1995). Man of the People: A Life of Harry S. Truman. Oxford: Oxford University Press. ISBN 978-0-19-504546-8
- Judis, John B. (2014). Genesis: Truman, American Jews, and the Origins of the Arab/Israeli Conflict. New York: Farrar, Straus & Giroux. ISBN 978-0-374-16109-5
- Freeland, Richard M. (1970). The Truman Doctrine and the Origins of McCarthyism. New York: Alfred A. Knopf. ISBN 978-0-8147-2576-4
- Giglio, James N. (2001). Truman in Cartoon and Caricature. Kirksville, Missouri: Truman State University Press. ISBN 978-0-8138-1806-1
- Kirkendall, Richard S. (1989). Harry S. Truman Encyclopedia. Boston: G. K. Hall Publishing. ISBN 978-0-8161-8915-1
- McCoy, Donald R. (1984). The Presidency of Harry S. Truman. Lawrence, KS: University Press of Kansas. ISBN 978-0-7006-0252-0
- McCullough, David (1992). Truman. New York: Simon & Schuster. ISBN 978-0-671-86920-5
- Margolies, Daniel S. ed. A Companion to Harry S. Truman (2012); 614pp; emphasis on historiography; see Sean J. Savage, "Truman in Historical, Popular, and Political Memory," pp. 9–25. excerpt
- Miller, Merle (1974). Plain Speaking: An Oral Biography of Harry S. Truman. New York: Putnam Publishing. ISBN 978-0-399-11261-4
- Mitchell, Franklin D. (1998). Harry S. Truman and the News Media: Contentious Relations, Belated Respect. Columbia, MO: University of Missouri Press. ISBN 0-8262-1180-1
- Oshinsky, David M. (2004). «Harry Truman». In:  Brinkley, Alan; Dyer, Davis. The American Presidency. Boston: Houghton Mifflin. ISBN 978-0-618-38273-6
- Pietrusza, David (2011). 1948: Harry Truman's Improbable Victory and the Year That Transformed America. New York: Union Square Press. ISBN 978-1-4027-6748-7
- Scarborough, Joe (2020). Saving Freedom. New York: Harper Collins

#### Livros
- Ambrose, Stephen E. (1983). Eisenhower: 1890–1952. New York: Simon & Schuster. ISBN 978-0-671-44069-5
- Binning, William C.; Esterly, Larry E.; Sracic, Paul A. (1999). Encyclopedia of American Parties, Campaigns, and Elections. Westport, CT: Greenwood. ISBN 978-0-8131-1755-3
- Chambers II, John W. (1999). The Oxford Companion to American Military History. Oxford: Oxford University Press. ISBN 0-19-507198-0
- Cohen, Eliot A.; Gooch, John (2006). Military Misfortunes: The Anatomy of Failure in War. New York: Free Press. ISBN 978-0-7432-8082-2
- Current, Richard Nelson; Freidel, Frank Burt; Williams, Thomas Harry (1971). American History: A Survey. II. New York: Knopf
- Eakin, Joanne C.; Hale, Donald R., eds. (1995). Branded as Rebels. Madison, WI: University of Wisconsin Press. ASIN B003GWL8J6
- Eisler, Kim Isaac (1993). A Justice for All: William J. Brennan, Jr., and the Decisions that Transformed America. New York: Simon & Schuster. ISBN 978-0-671-76787-7
- Evans, M. Stanton (2007). Blacklisted by History: The Untold Story of Senator Joe McCarthy and His Fight Against America's Enemies. New York: Crown Publishing Group. ISBN 978-0-307-23866-5
- Goodwin, Doris Kearns (1994). No Ordinary Time: Franklin and Eleanor Roosevelt: The Home Front in World War II. New York: Simon & Schuster. ISBN 978-0-671-64240-2
- Haas, Lawrence J. Harry & Arthur: Truman, Vandenberg, and the Partnership That Created the Free World (2016)
- Hamilton, Lee H. (2009). «Relations between the President and Congress in Wartime». In:  James A. Thurber. Rivals for Power: Presidential–Congressional Relations. [S.l.]: Rowman & Littlefield. ISBN 978-0-7425-6142-7
- Holsti, Ole (1996). Public Opinion and American Foreign Policy. Ann Arbor, MI: The University of Michigan Press. ISBN 978-0-472-06619-3
- Kloetzel, James E.; Charles, Steve, eds. (Abr 2012). Scott Standard Postage Stamp Catalog. 1. Sidney, OH: Scott Publishing Co. ISBN 978-0-89487-460-4
- Lenczowski, George (1990). American Presidents and the Middle East. Durham, NC: Duke University Press. ISBN 978-0-8223-0972-7
- MacGregor, Morris J. Jr. (1981). Integration of the Armed Services 1940–1965. Washington, D.C.: Center of Military History. ISBN 978-0-16-001925-8
- Savage, Sean J. (1991). Roosevelt: The Party Leader, 1932–1945. Lexington, KY: The University Press of Kentucky. ISBN 978-0-8131-1755-3
- Skidmore, Max J. (2004). After the White House: Former Presidents as Private Citizens rev ed. New York: Macmillan. ISBN 978-0-312-29559-2
- Stohl, Michael (1988). «National Interest and State Terrorism». The Politics of Terrorism. New York: CRC Press
- Stokesbury, James L. (1990). A Short History of the Korean War. New York: Harper Perennial. ISBN 978-0-688-09513-0
- Troy, Gil (2008). Leading from the Center: Why Moderates Make the Best Presidents. New York: Basic Books. ISBN 978-0-465-00293-1
- Weinstein, Allen (1997). Perjury: The Hiss-Chambers Case revised ed. New York: Random House. ISBN 0-679-77338-X
- Young, Ken; Schilling, Warner R. (2019). Super Bomb: Organizational Conflict and the Development of the Hydrogen Bomb. Ithaca, New York: Cornell University Press. ISBN 978-1-5017-4516-4